# Onafhankelijke Congostaat
De Onafhankelijke Congostaat (Frans: État indépendant du Congo), ook de Congo-Vrijstaat of Kongo-Vrijstaat genoemd, was tussen 1885 en 1908 een staat in Afrika onder het persoonlijke bewind van de Belgische koning Leopold II. Het gebied komt grotendeels overeen met de huidige Democratische Republiek Congo. De hoofdstad was de havenplaats Boma aan de Congostroom, op circa honderd kilometer van de Atlantische Oceaan. Vanwege internationaal protest tegen de wrede behandeling van de Congolezen diende Leopold zijn koloniale eigendom in 1908 af te staan aan de staat België, dat tot 1960 het bestuur zou waarnemen van Belgisch-Congo.

## De koloniale drift van Leopold II

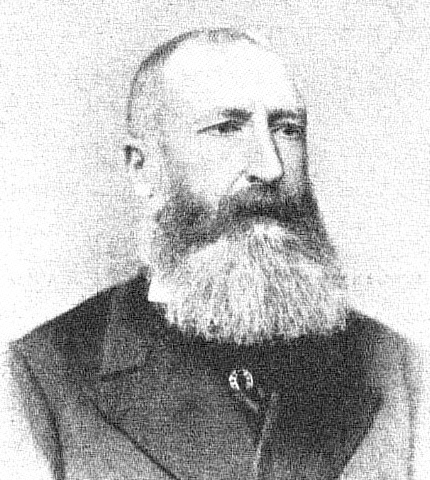
Leopold II, koning der Belgen en alleenheerser over de Onafhankelijke Congostaat.

Leopold II had verschillende redenen om een kolonie te verwerven:
- persoonlijke geldingsdrang;
- ambitie om België te verfraaien;
- de economische en financiële macht en het internationaal aanzien van België vergroten;
- de bezorgdheid dat België bij de Wedloop om Afrika zonder kolonie zou overblijven;[1]
- 'beschavingsdrang'.

Leopold is zelf nooit in de Onafhankelijke Congostaat geweest.

### Eerste stappen naar de kolonisatie
Nadat alle voorgaande kolonisatiepogingen van Leopold II waren mislukt, zette hij in de jaren 1870 zijn zinnen op Congo, een reusachtig en onbekend stuk van Afrika. Reeds in 1876 organiseerde hij op het Koninklijk Paleis van Brussel de Geografische conferentie van Brussel. Uit deze conferentie ontstond de Association Internationale Africaine (AIA). Naar de buitenwereld toe zette Leopold dit alles op vanuit filantropisch en abolitionistisch oogpunt, in werkelijkheid was zijn doel het persoonlijk verwerven van Congo.

### De ontdekkingstochten van Stanley

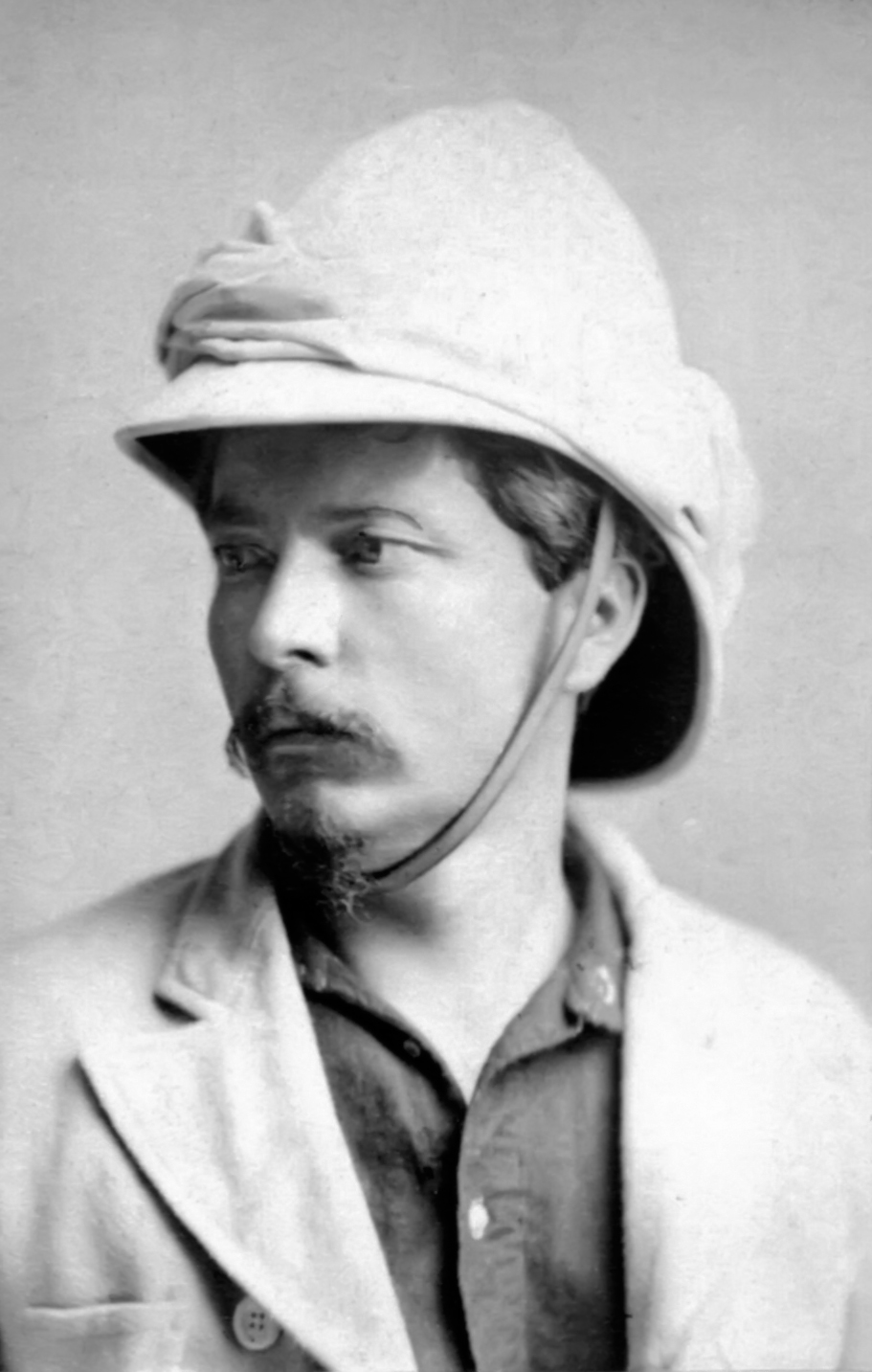
De Britse ontdekkingsreiziger Henry Morton Stanley.

De Britse ontdekkingsreiziger Henry Morton Stanley doorkruiste tussen 1874 en 1877 Centraal-Afrika van Zanzibar in het oosten naar Boma in het westen. Deze ontdekkingstocht werd gefinancierd door de New York Herald en de Daily Telegraph. Aan het begin van zijn tocht doorheen dit toen nog onontdekte deel van Afrika zette hij koers naar het Victoriameer, gelegen in de hedendaagse staten Tanzania, Oeganda en Kenia. Dit meer zou hij haast volledig rondtrekken. Vervolgens zette hij zijn ontdekkingstocht verder naar het Tanganyikameer en daarna naar de Lualabarivier. Hier werkte hij overigens samen met de Arabische slavenhandelaar Tippo Tip. Op 12 augustus 1877 bereikten Stanley en zijn metgezellen de kust van de Atlantische Oceaan. In 1878 zou hij over zijn succesvolle expeditie een boek schrijven met de naam Through the Dark Continent.
Na zijn helse tocht door Centraal-Afrika keerde Stanley terug naar Europa. Meer bepaald zette hij koers naar de Franse havenstad Marseille, waar hij arriveerde in januari 1878. Ondertussen bereikten verhalen over Stanley's expeditie de Europese pers. Koning Leopold II, die op dat moment volop maar vruchteloos zijn koloniale droom koesterde, wilde Stanley en vooral Congo voor hem winnen. Daarom stuurde hij twee gezanten naar Marseille om Stanley in audiëntie uit te nodigen op het Koninklijk Paleis van Brussel. Deze gezanten waren de Amerikaan Henry-Shellon Sanford en baron Jules Greindl, twee uiterste vertrouwelingen van de vorst. Stanley stond echter weigerachtig tegenover het voorstel van Leopold. Hij wilde namelijk liever in zee gaan met de Britten, die per slot van rekening zijn landgenoten waren. In zijn thuisland vond de Brit evenwel geen steun voor een eventuele kolonisatie van Congo na de vele geruchten van diens plunder- en moordpartijen in de binnenlanden van het Afrikaanse continent.
Vanwege het gebrek aan Britse ondersteuning stemde Stanley alsnog in met een ontmoeting met Leopold. Op 10 juni 1878 werd hij in audiëntie ontvangen. Reeds op deze ontmoeting opperde Stanley het idee van een spoorlijn in Neder-Congo, om zo de onbevaarbare stroomversnellingen op de Congostroom te omzeilen. Op 3 oktober 1878 stemde Stanley in met een nieuwe Congo-expeditie, met een duur van vijf jaar, en dit in naam van het nieuw opgerichte Comité d'études du Haut-Congo. Het doel van deze expeditie was enerzijds het afsluiten van verdragen met lokale stammen en anderzijds het stichten van handelsposten. Hiertoe zou Stanley in 1881 bijvoorbeeld een handelspost stichten aan de Congostroom met de naam Leopoldstad, de huidige miljoenenstad Kinshasa. De verbreding van de Congostroom ter hoogte van Leopoldstad kreeg overigens de naam Stanley-Pool, de huidige Pool Malebo. Door het werk van Stanley wist Leopold langzamerhand de de facto controle te verwerven over Congo.

## Oprichting van de Onafhankelijke Congostaat

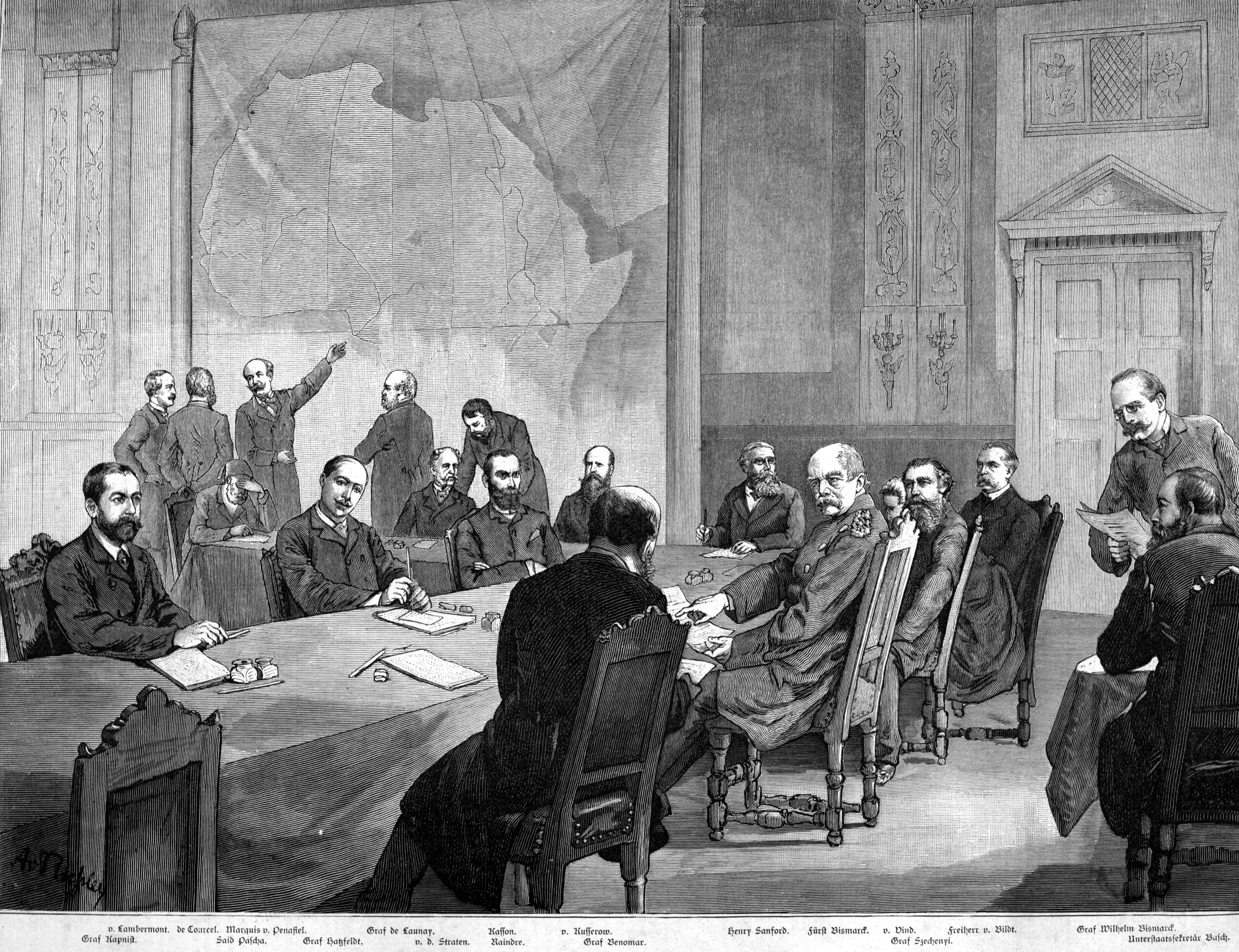
Beeld van de Koloniale Conferentie van Berlijn. De Belgische vertegenwoordigers zijn Auguste Lambermont (2de van links, staand), Gabriel-Auguste van der Straten Ponthoz (8ste van links, zittend) en Henry-Shellon Sanford (7de van rechts, zittend). Centraal zit de Duitse rijkskanselier Otto von Bismarck.

### Koloniale Conferentie van Berlijn

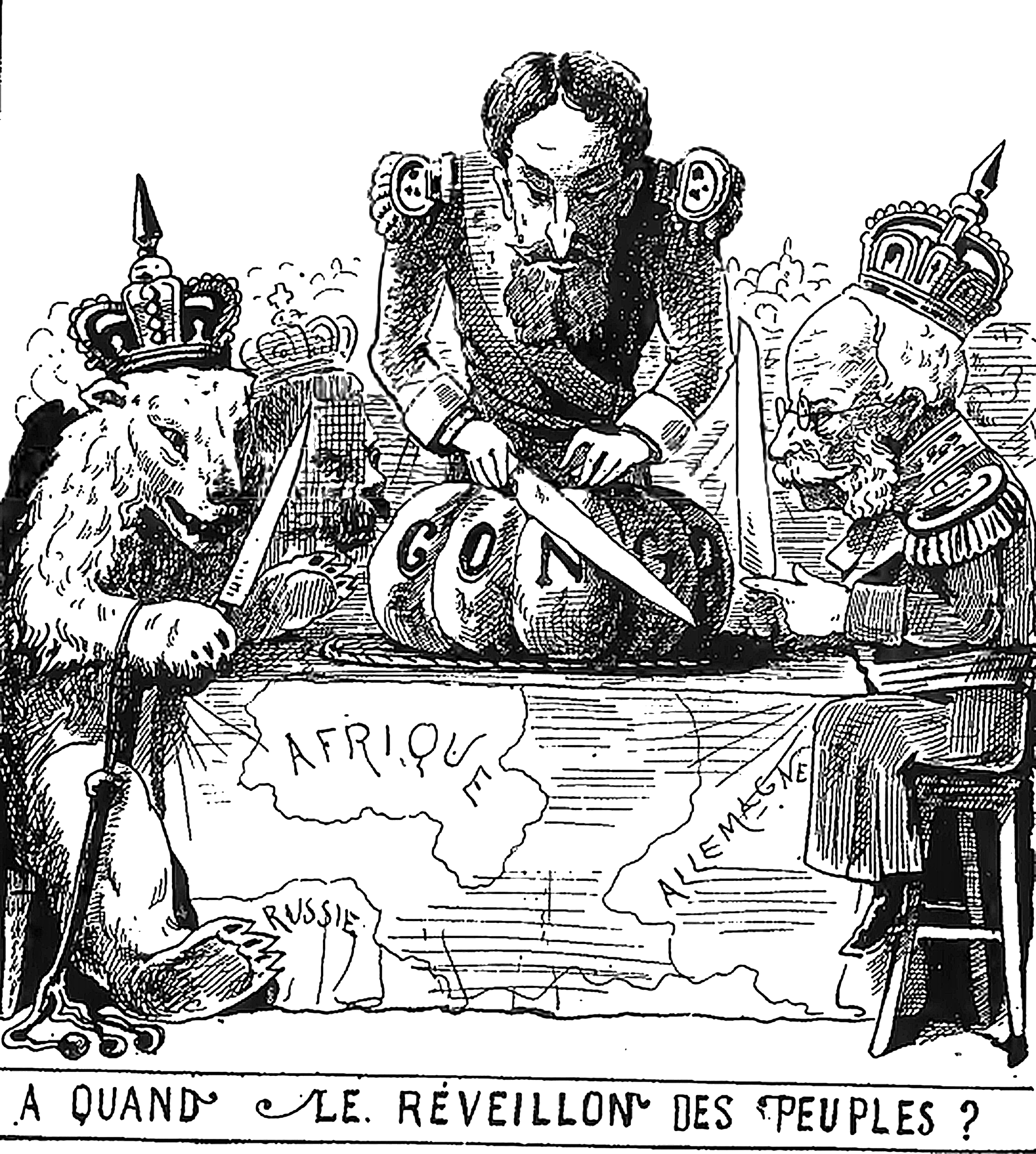
Cartoon met Leopold II en andere koloniale machten tijdens de Conferentie van Berlijn.

Op de Koloniale Conferentie van Berlijn in 1884/85 verwierf de Association internationale du Congo (AIC) de soevereiniteit over Congo. Tevens bepaalde men dat er vrijhandel zou zijn op de Congostroom en dat de Onafhankelijke Congostaat neutraal zou zijn. De aanspraken van Leopold II op Congo werden actief gesteund door de Verenigde Staten, vooral met het oog op toekomstige Amerikaanse economische belangen.

### Internationale erkenning
Tijdens de Conferentie werd de Onafhankelijke Congostaat erkend door volgende landen:
- 8 november 1884: Duitsland
- 14 december 1884: Verenigd Koninkrijk
- 19 december 1884: Italië
- 24 december 1884: Oostenrijk-Hongarije
- 27 december 1884: Nederland
- 7 januari 1885: Spanje
- 5 februari 1885: Rusland en Frankrijk (partieel)
- 10 februari 1885: Zweden-Noorwegen
- 14 februari 1885: Portugal (behalve de enclave Cabinda)
- 23 februari 1885: België en Denemarken

Na deze laatste erkenningen nam de Conferentie van Berlijn op 26 februari 1885 akte van de oprichting.

### Leopold II wordt het staatshoofd
Alhoewel officieel de Association internationale du Congo de soevereiniteit over Congo verwierf, bleek al snel dat deze organisatie niet meer dan een dekmantel was van de Belgische koning Leopold II om zijn persoonlijke macht en rijkdom te vergroten. Reeds op 1 augustus 1885 zou Leopold de AIC omvormen tot de État indépendant du Congo. Met de goedkeuring van de AIC werd hij het staatshoofd van dit nieuw land. Op hetzelfde moment kende hij zichzelf de titel toe van soeverein. Bovendien verklaarde de Onafhankelijke Congostaat zich onmiddellijk neutraal, zoals was afgesproken op de Koloniale Conferentie van Berlijn.
Hij kon evenwel niet zomaar staatshoofd worden van de nieuwe staat. De Belgische Grondwet bepaalt namelijk het volgende:

De Koning kan niet tegelijk hoofd van een andere Staat zijn, zonder de toestemming van beide Kamers.
Geen van beide Kamers kan over die zaak beraadslagen, zo niet ten minste twee derden van de leden aanwezig zijn, en alleen wanneer ten minste twee derden van de uitgebrachte stemmen zich er voor verklaard hebben, is het besluit aangenomen.
— artikel 62 van de Grondwet in 1885.

Als gevolg van deze grondwettelijke bepaling diende het Belgische parlement Leopold de toestemming te geven om staatshoofd te mogen worden van de Onafhankelijke Congostaat.

#### Kamer van volksvertegenwoordigers
De Kamer van volksvertegenwoordigers stemde op 28 april 1885 over de Resolutie houdende de toestemming aan Zijne Majesteit de Koning om hoofd van de staat te zijn gesticht door de Association internationale du Congo. Na een uitvoerig debat stemden 124 Kamerleden in met de resolutie. Slechts één Kamerlid, Leonard Xavier Neujean, stemde tegen. Tevens was er slechts één onthouding, namelijk die van Auguste Houzeau de Lehaie.
De resolutie was eentalig Frans en luidde als volgt:

La Chambre des Répresentants,
Vu l'article 62 de la Constitution,
Décide:
 
Sa Majesté Léopold II, Roi des Belges, est autorisé à être le chef de l'Etat fondé en Afrique par l'Association internationale du Congo.
L'union entre la Belgique et le nouvel Etat du Congo sera exclusivement personnelle.
— De resolutie.

Na de stemming weerklonk "Vive le Roi!" door de plenaire zaal van de Kamer.

#### Senaat
De Senaat nam twee dagen later, op 30 april 1885, een resolutie aan met een tekst die gelijkaardig was aan de resolutie van de Kamer. Ook in deze assemblee was de resolutie voorwerp van een uitvoerig debat. Na afloop stemden 58 senatoren voor. Slechts één senator, de liberaal Albert Vaucamps, stemde tegen. Er waren geen onthoudingen. Ook na deze stemming weerklonk "Vive le Roi!" door de plenaire zaal.
De resoluties van de Kamer van volksvertegenwoordigers en de Senaat werden tevens gepubliceerd in de Bulletin officiel de l'État indépendant du Congo.
Op 1 juli 1885 kondigde eerste administrateur-generaal Francis de Winton te Vivi officieel de stichting aan van de Onafhankelijke Congostaat af.

#### Houding van de Belgische regering
De Belgische regering zat echter niet te wachten op een kolonie. De neutrale koers die België voer te midden van de Europese mogendheden kon door een kolonie weleens in het gedrang komen. Daarbij komt dat het hele idee van kolonialisme niet strookte met het gedachtegoed van het liberalisme dat eind 19e eeuw de boventoon voerde in Europa. Ten slotte was niet iedereen ervan overtuigd dat een kolonie wel zo winstgevend en voordelig was als anderen beweerden.

#### Betrekkingen met België
Staatsrechtelijk waren België en de Onafhankelijke Congostaat enkel verbonden door een personele unie: ze deelden dezelfde vorst in de persoon van Leopold, zij het dat hij regeerde als constitutioneel monarch in het Europese land en als absoluut soeverein in het Afrikaanse land. Hoewel de scheiding vooral bedoeld was om financiële verantwoordelijkheid voor het leopoldiaanse project te vermijden, verstrekte de Belgische Staat in de periode 1890-1894 leningen voor een totaal bedrag van 32 miljoen goudfrank, naast de lonen van gedetacheerde legerofficieren en grote investeringen in de aanleg van spoorwegen. Ook de koloniale elite in de Congostaat was sterk Belgisch getint. In 1889 woonden er 175 Belgen en 255 andere blanken in Congo. Bij de afstand in 1908 waren er ongeveer 1700 Belgen en 1300 andere blanken.

## Uitbouw van de Onafhankelijke Congostaat

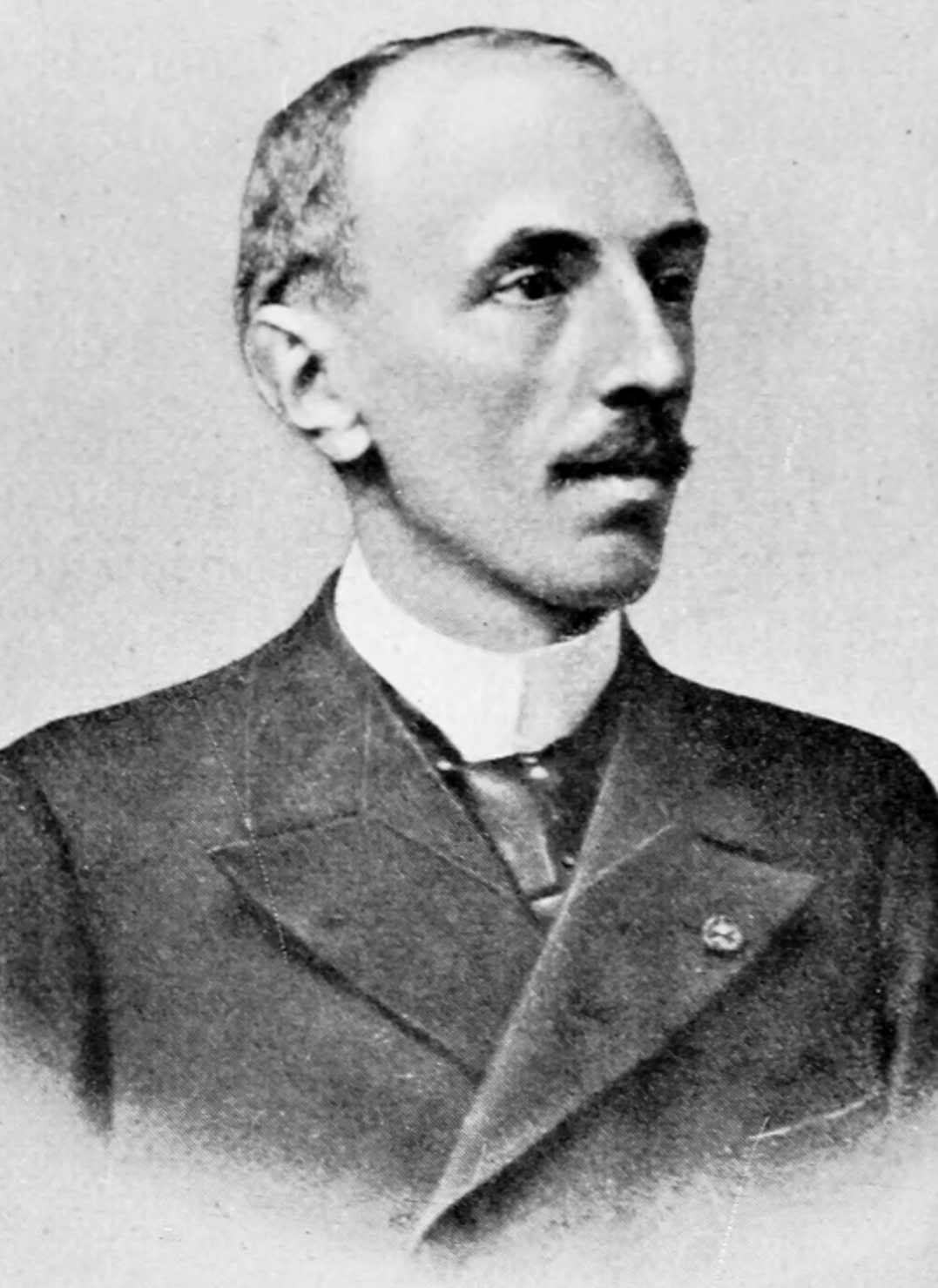
Edmond van Eetvelde, de eerste administrateur-generaal van Buitenlandse Zaken.

Na het vestigen van zijn macht diende Leopold de Onafhankelijke Congostaat vervolgens uit te bouwen. Leopold heerste als een absoluut vorst en liet zich bijstaan door een privéleger en een regering, bestaande uit administrateurs-generaal. In 1885 benoemde hij dan ook zijn eerste regering. Deze was als volgt samengesteld:
- Edmond Van Eetvelde werd administrateur-generaal van Buitenlandse Zaken;
- Hubert Van Neuss werd administrateur-generaal van Financiën;
- en Maximilien Strauch werd administrateur-generaal van Binnenlandse Zaken.

Het publicatieblad van de Onafhankelijke Congostaat was de Bulletin officiel de l'État indépendant du Congo. Dit publicatieblad werd niet ter plaatse, maar in Brussel gedrukt. Artikel 1 van het decreet van 16 januari 1886 bepaalde dat alle akten van publiek belang in de Bulletin officiel moeten verschijnen. Niets zou Leopold echter beletten om ook geheime, ongepubliceerde decreten uit te vaardigen.

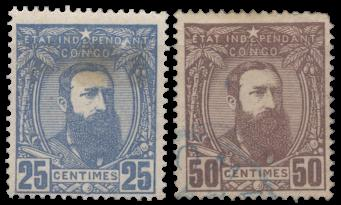
Congolese postzegels met de beeltenis van Leopold.

Op 16 september 1885 ondertekende Leopold in Oostende een decreet tot oprichting van de Postadministratie (Administration des postes). De volgende dag trad de Onafhankelijke Congostaat bovendien toe tot de Wereldpostunie. Op 18 september gaf administrateur-generaal Edmond Van Eetvelde het bevel om postkantoren op te richten in Banana, Boma en Vivi. Al gauw volgde de uitgifte van de eerste Congolese postzegels.
In 1886 werden er rechtbanken opgericht. Men richtte een rechtbank van eerste aanleg (tribunal de première instance) in in Banana. Ook was er een rechtbank van beroep (tribunal d'appel), gevestigd in Boma. Soeverein Leopold II benoemde de rechters.
De Onafhankelijke Congostaat kende vier ridderordes en één ereteken, namelijk:
- de Orde van de Afrikaanse Ster (Ordre de l'Étoile africaine). Deze orde werd ingevoerd met het decreet van 30 december 1888. Ze telde zes klassen en was bestemd voor zij diensten hadden bewezen aan de Onafhankelijke Congostaat en zij die in het algemeen hadden bijgedragen aan de zaak van de Afrikaanse beschaving.[vertaling 4][25]
- de Dienstster (Étoile de Service). Dit was een ereteken bedoeld voor de kolonialen die hun termijn op trouwe en eervolle wijzen hadden volbracht. Ze werd ingevoerd op 16 januari 1889, enkele dagen na de Orde van de Afrikaanse Ster.[26]
- de Koninklijke Orde van de Leeuw (Ordre royal du Lion). Deze orde werd ingevoerd bij decreet van 9 april 1891. Ze was bedoeld als beloning voor bewezen diensten.[27]
- de Kroonorde (Ordre de la Couronne). Deze orde werd ingevoerd bij decreet van 15 oktober 1897. Ze was bedoeld voor ter beloning van artistieke, literaire of wetenschappelijke verdiensten, zowel in een commerciële als industriële context als in de toewijding aan de Afrikaanse beschavingswerken.[vertaling 5][28]
- de Orde van Leopold II (Ordre de Léopold II). Deze chronologisch laatste orde werd ingevoerd bij decreet van 25 augustus 1900.

### Lado-enclave
In 1894 verwierf Leopold persoonlijk de Lado-enclave. De Onafhankelijke Congostaat was nu verbonden met de Nijl. Ook breidde de Congostaat uit in het noorden en het zuidwesten, na akkoorden met de Fransen over de Congostroom en de Portugezen in Angola.

## Beleid

### Schrikbewind
In de Onafhankelijke Congostaat werd een schrikbewind gevoerd door de Force Publique, ook de Openbare Weermacht genoemd. Dit koloniaal leger bestond uit blanke officieren en Afrikaanse soldaten.
De eerste jaren was de Congostaat zwaar verlieslatend. De opkomende auto-industrie deed de vraag naar rubber evenwel gevoelig stijgen. Deze grondstof was overvloedig aanwezig in Congo in de vorm van rubberlianen. De handel in rubber zou de Onafhankelijke Congostaat winstgevend maken. Verschillende rubbervenootschappen verwierven concessies ter exploitatie van het gebied. Voorbeelden van zulke venootschappen zijn de Société anversoise du commerce au Congo, de Compagnie du Katanga, de Compagnie des Grands Lacs en de Anglo-Belgian India Rubber Company (ABIR).
Het oogsten gebeurde door het inkerven van lianen die tot hoog in de bomen groeiden. Dit gevaarlijke werk werd overgelaten aan de mannelijke inlanders, die verplicht waren een jaarlijkse hoeveelheid op te brengen bij wijze van belasting (prestation). Dorpen die de quota niet haalden, kregen te maken met de sentinels van de concessiemaatschappij. Deze gewapende privé-milities werden gerekruteerd uit de wildste stammen, waarbij kannibale gebruiken zoals bij de Zappo-Zap eerder tot aanbeveling strekten. Het Congolese rubber werd door E.D. Morel bedacht met de bijnaam 'rood rubber', naar de bloedige misbruiken die gepaard gingen met het systeem van dwangarbeid zonder wettelijke basis.
In de Onafhankelijke Congostaat werden gruwelijke misstanden begaan, zoals slavernij, ontvoeringen, martelingen, verkrachtingen, het platbranden van dorpen en akkers, onthoofdingen en het afhakken van handen, de meest typerende misdaad in de Congostaat. De afgehakte handen waren volgens superieuren als Léon Fiévez een manier om het munitiegebruik door de inlandse troepen te controleren. Ze moesten aantonen dat ze voldoende doden hadden gemaakt op hun raids om het aantal afgevuurde kogels te verantwoorden. Het systeem leidde ook tot amputaties op levenden. De Encyclopædia Britannica schat dat de plaatselijke bevolking tijdens het bestuur van Leopold II daalde van circa 20 miljoen tot 8 miljoen. De meest uitgebreid onderbouwde schatting van het aantal doden komt van historisch demograaf J.P. Sanderson. Op basis van de historische data concludeert hij dat de Congolese bevolking in 1885 rond de 10 a 15 miljoen mensen telde. Het meest realistische scenario volgens Sanderson is een bevolkingsafname van 1,5 miljoen mensen, van 11,5 miljoen in 1885 tot 10 a 10,3 miljoen na de val van de Onafhankelijke Congostaat. Naast de misstanden en de uitbuiting waren tropische ziektes, zoals de slaapziekte, een belangrijke oorzaak van de ontvolking. Bovendien vluchtten de inlanders over de grenzen of het oerwoud in, om zo buiten het bereik van de Europese kolonialen te blijven.

Schrikbewind
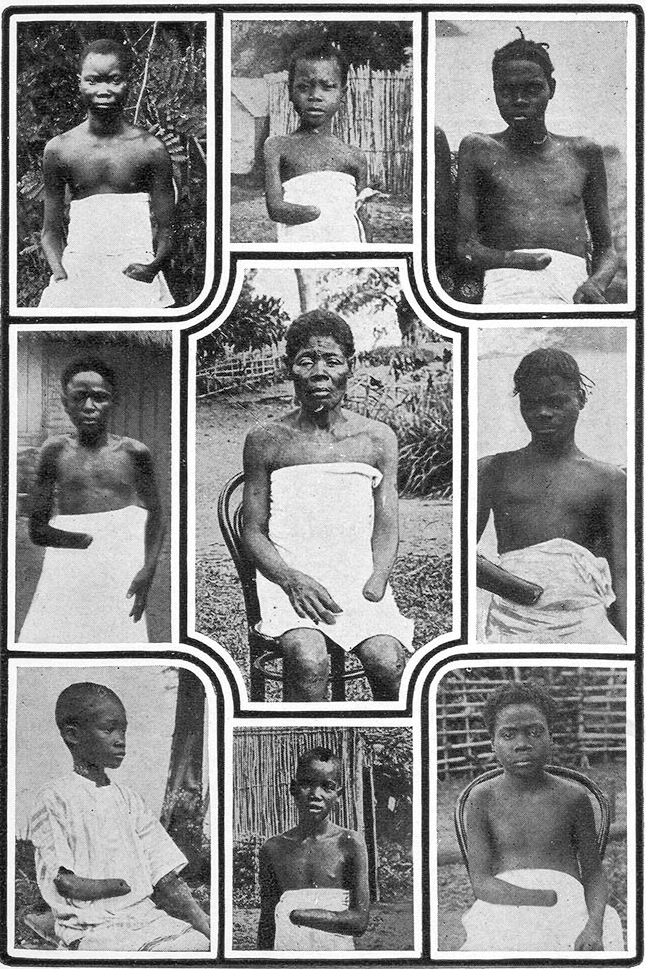
Foto's van kinderen met afgehakte handen (fotografe: Alice Seeley Harris).
Handen van Lingomo en Bolengo
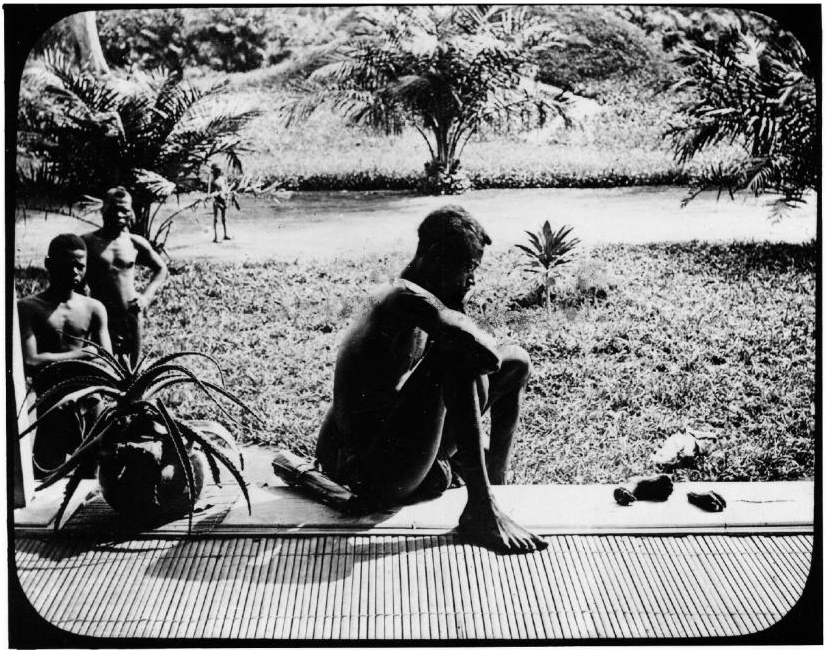
Nsala starend naar de hand en voet van zijn dochter Boali.
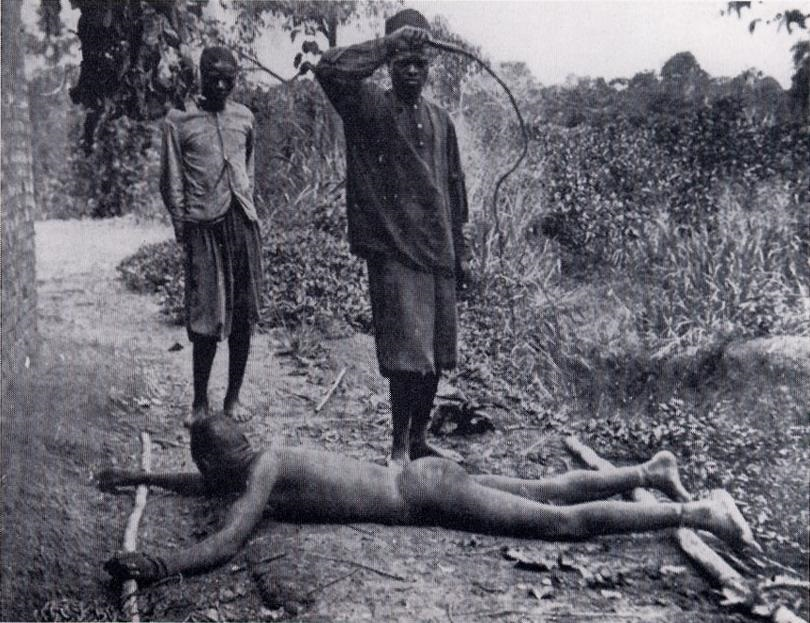
Een inlander krijgt slaag met de chicotte.

### Strijd tegen de Arabo-Swahili

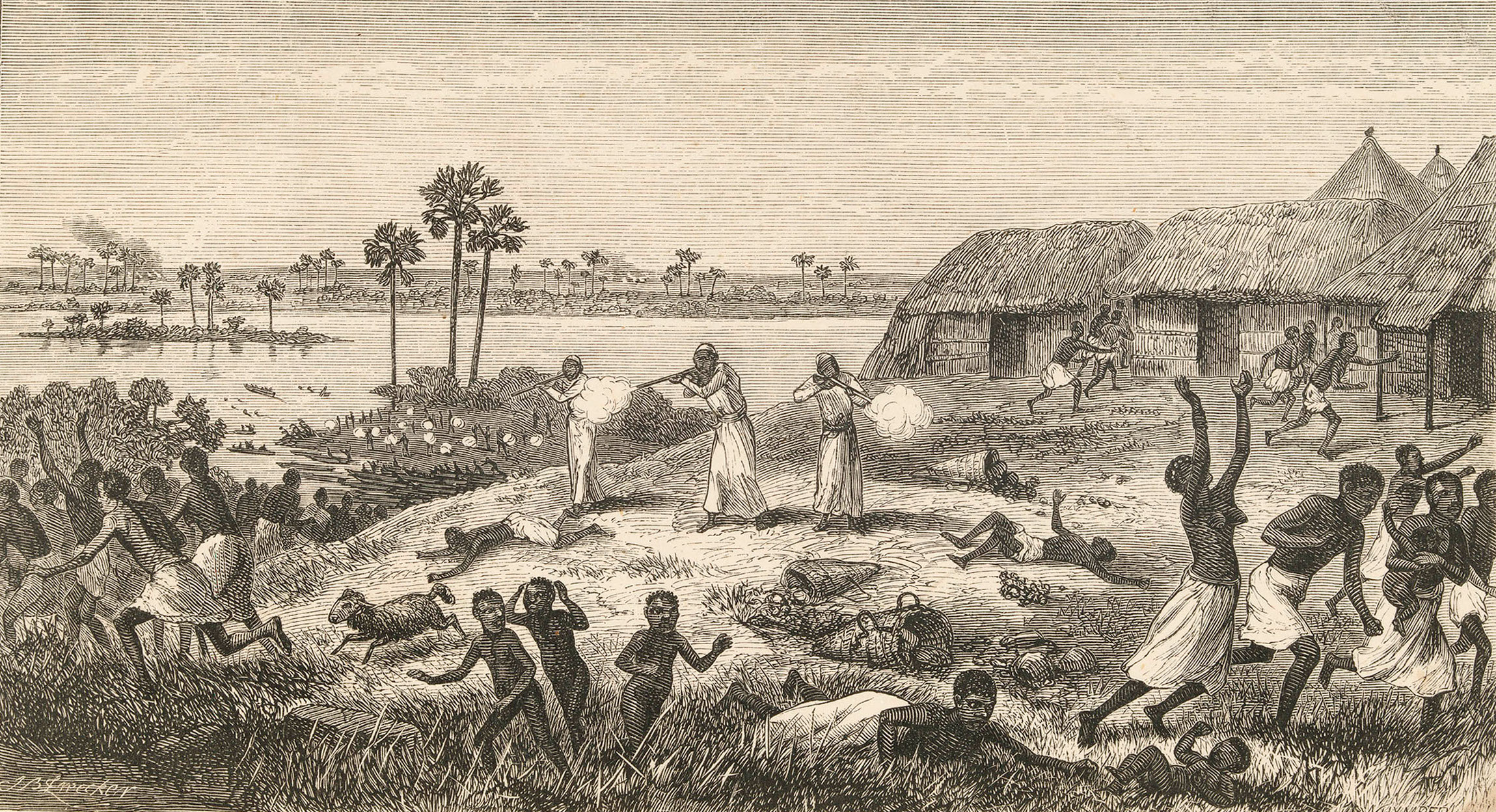
Aanval van de Arabo-Swahili-slavenhandelaars nabij Nyangwe.

De vestiging van de Onafhankelijke Congostaat druiste in tegen de belangen van de Arabische slavenhandelaars die er sinds 1860 actief waren. Na een reeks kleinere twisten in het begin van de jaren 1890, brak in 1892 een oorlog uit naar aanleiding van een aanval op posten van de Congostaat in Lomani door de slavenhandelaars. Lusambo en Albertstad werden belegerd, maar konden de aanvallen afslaan. De Arabieren konden Kasongo daarentegen wel innemen. In november 1892 volgde de tegenaanval van de Force Publique, onder bevel van Francis Dhanis. Tegen de herfst van 1893 werd de finale fase van het conflict ingezet. Met de inname van Rumaliza op 9 januari 1894 werden de Arabo-Swahili definitief verslagen.

### Spoorlijn van Matadi naar Leopoldstad

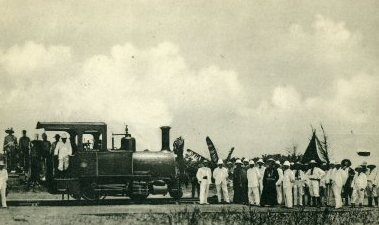
Aankomst van de eerste locomotief in Leopoldstad in 1898.

De vele stroomversnellingen op de Congostroom tussen Matadi en Leopoldstad maakten de rivier bijna onbevaarbaar en dus ongeschikt voor transport van goederen. Daarom startte men in 1890 met de bouw van een spoorweg tussen beide steden. Albert Thys leidde deze operatie. Op het traject van de spoorlijn stichtte hij Thysstad, het huidige Mbanza-Ngungu. In 1898 was de spoorweg voltooid. Sindsdien kon men snel en met weinig onkosten goederen vanuit en naar het binnenland vervoeren. Dit transport gebeurde hiervoor door dragers die de lasten op hun rug droegen, wat financieel bijzonder duur was en erg veel mensenlevens kostte.

### Missionarissen

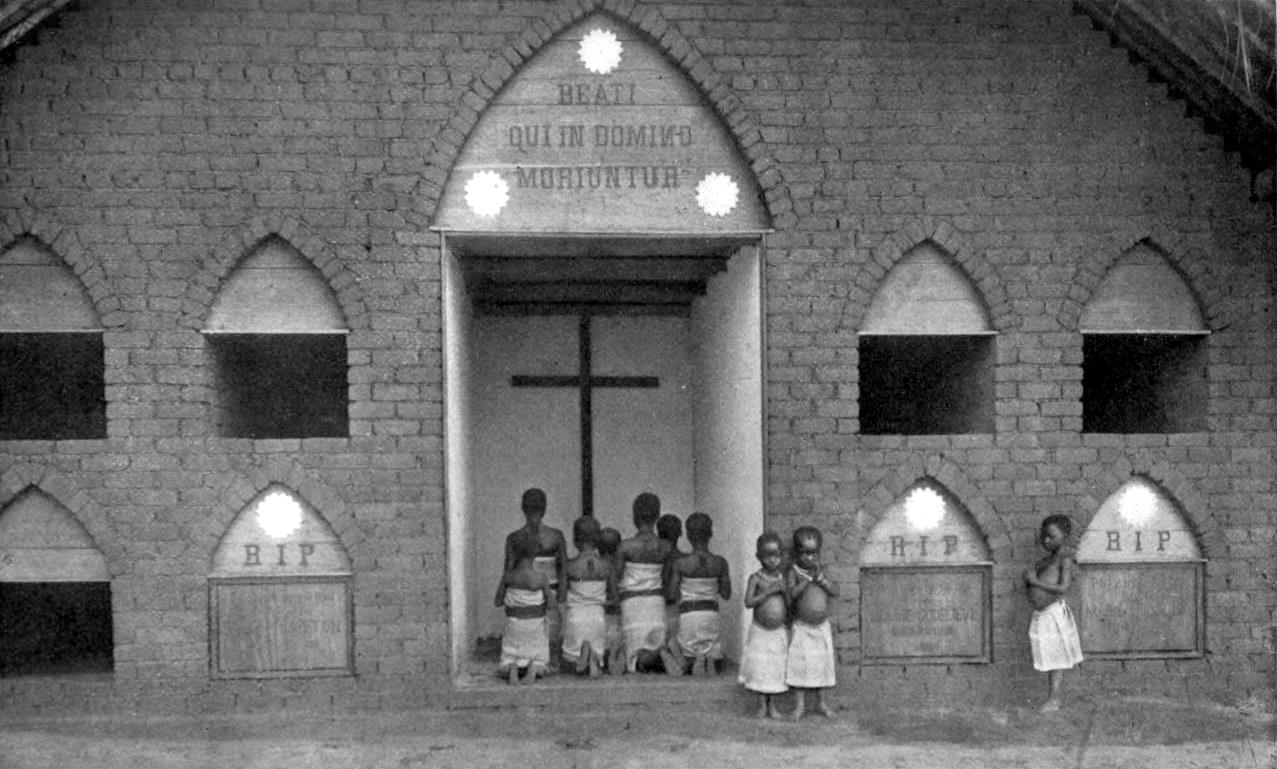
Praktiserende Congolese kinderen in Luluaburg, bekeerd door missionarissen.

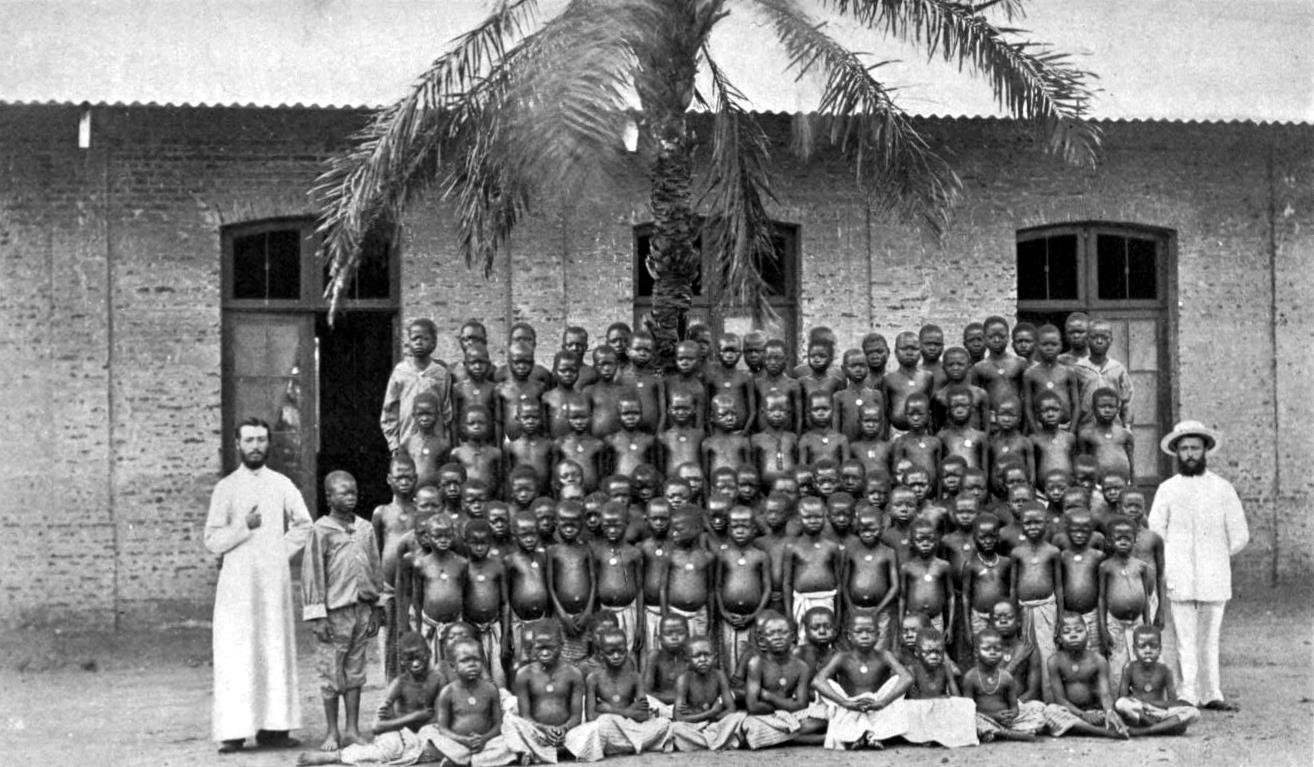
Missionarissen met kinderen aan een school in Boma. Veel kinderen vertonen verschijnselen van ondervoeding (kwashiorkor).

In de Onafhankelijke Congostaat werden er missieposten opgericht door katholieke missionarissen. Het ging voornamelijk om jezuïeten en scheutisten. Zij probeerden de Congolezen te bekeren tot het christendom. Sommige missionarissen leerden de inlandse bevolking lezen en schrijven. De kerk stond achter het koloniale project en zorgde ervoor nooit openlijk kritiek te uiten. Een bekende naam in dit verband is Constant De Deken, een missionaris afkomstig van het Antwerpse Wilrijk.
Al van vóór Leopold waren er protestantse zendelingen in Congo, met voorop de Baptist Missionary Society. In de Akte van Berlijn had Leopold toegezegd hun werk te beschermen en zelfs aan te moedigen. Net als hun katholieke concurrenten waren de protestanten getuige van de rubberdwingelandij, maar hun kritiek hielden ze niet binnenskamers. Iemand als Edvard Sjöblom stapte naar de plaatselijke autoriteiten, en wanneer hij daar werd afgewimpeld, naar de internationale pers. De zendelinge Alice Seeley Harris fotografeerde slachtoffers van amputatie en ging ermee op tournee om de publieke opinie te beroeren. De protestanten werkten samen met Edmund Dene Morel en lanceerden een humanitaire campagne die als een van de eerste in de geschiedenis te boek staat.

## Internationale kritiek
Vanuit verschillende landen, en dan vooral vanuit het Verenigd Koninkrijk, groeide de kritiek op de misstanden in de Onafhankelijke Congostaat. In 1902 verscheen bijvoorbeeld Heart of Darkness van de Pools-Britse auteur Joseph Conrad. Roger Casement, de Britse consul in Matadi, schreef een vernietigend rapport over de mishandeling van de inlanders. Samen met Edmund Dene Morel richtte Casement overigens de Congo Reform Association op. Morel, een Brits auteur, schreef in 1906 Red Rubber, een aanklacht tegen het schrikbewind in de Congostaat. Edvard Sjöblom, een Zweedse missionaris die actief was in de Congostaat, was getuige van het schrikbewind tegen de inheemse bevolking omtrent de rubberwinning door middel van dwangarbeid en bracht deze wantoestanden ter sprake in de Europese publieke opinie.
Ook vanuit andere landen werd het bewind in de Congostaat bekritiseerd. Zo schreef de Amerikaanse auteur Mark Twain bijvoorbeeld King Leopold's Soliloquy, een satirisch pamflet tegen Leopold II. De internationale druk op de schouders van de Souverein zou in de eerste jaren van de 20e eeuw verder blijven toenemen.

### Casement-rapport
Op 28 december 1903 legde Roger Casement zijn rapport over Congo voor aan het Britse ministerie van Buitenlandse Zaken. In dit rapport stelde Casement de systematische gruweldaden in de Onafhankelijke Congostaat aan de kaak. Vanwege zijn gevoeligheid werd het rapport beschouwd als een Confidential Print. Als gevolg van het Casement-rapport sturen de Britten een brief naar de bewindvoerders in Congo en naar landen die deelnamen aan de Koloniale Conferentie van Berlijn in 1885. Als gevolg hiervan werd Leopold II genoodzaakt om een onderzoekscommissie toe te laten op het grondgebied van de Onafhankelijke Congostaat.

Internationale kritiek
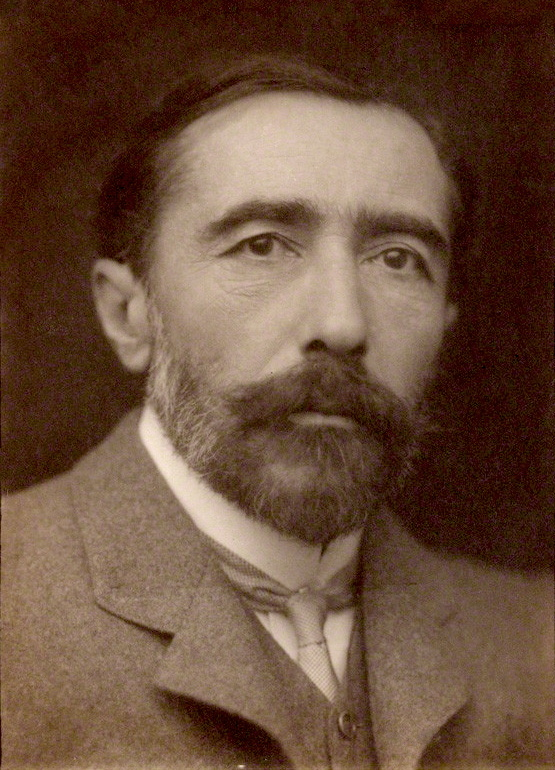
Joseph Conrad in 1904.
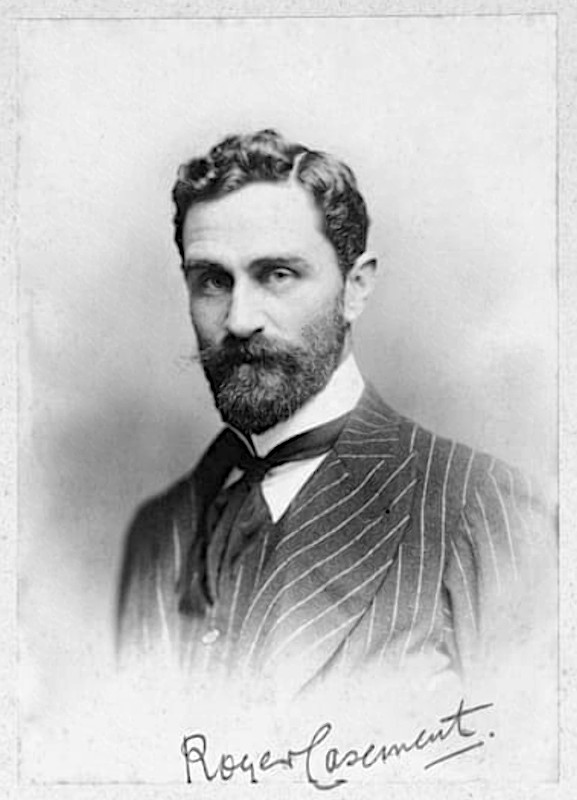
Roger Casement rond 1910.
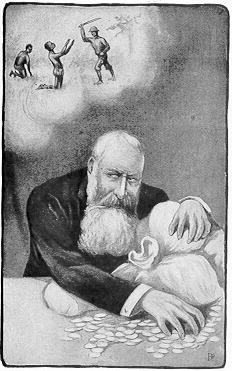
Cartoon over de opbrengsten van de Onafhankelijke Congostaat.
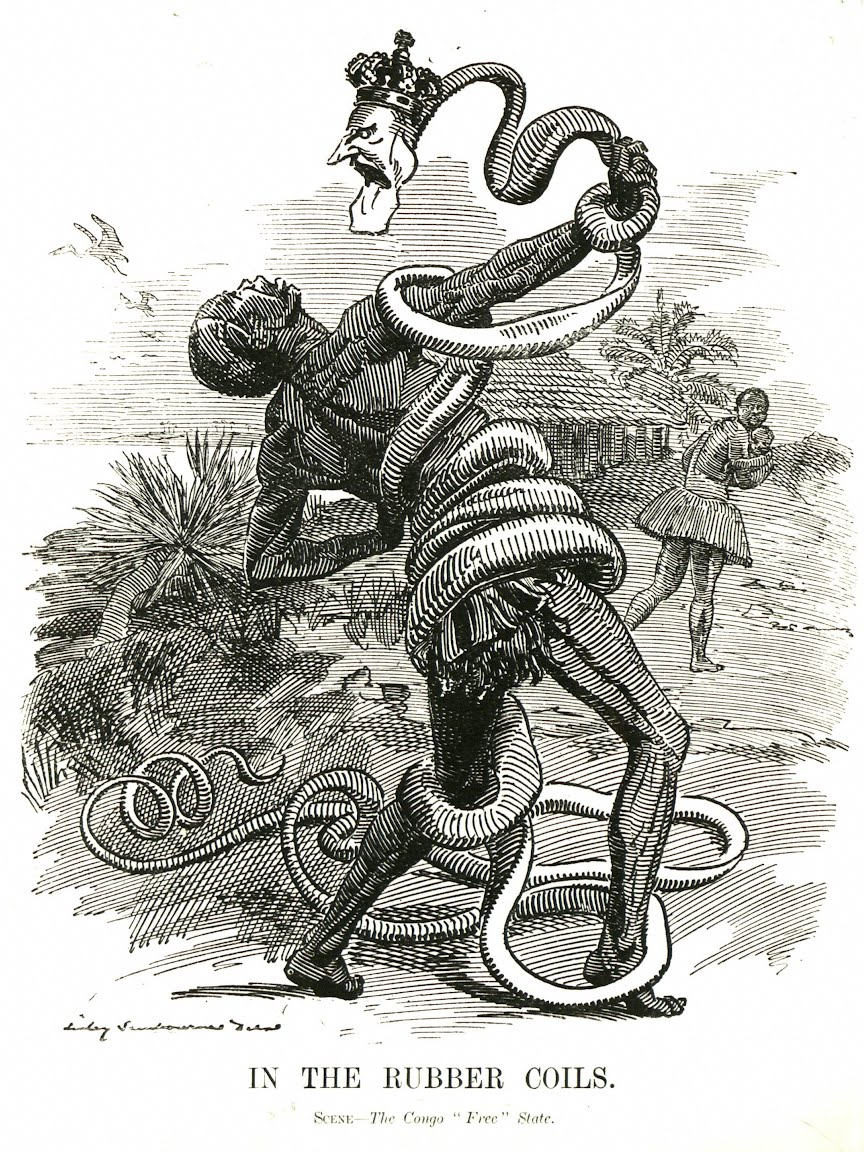
Cartoon van de Brit Edward Linley Sambourne over de rubberwinning in de Onafhankelijke Congostaat, 1906.
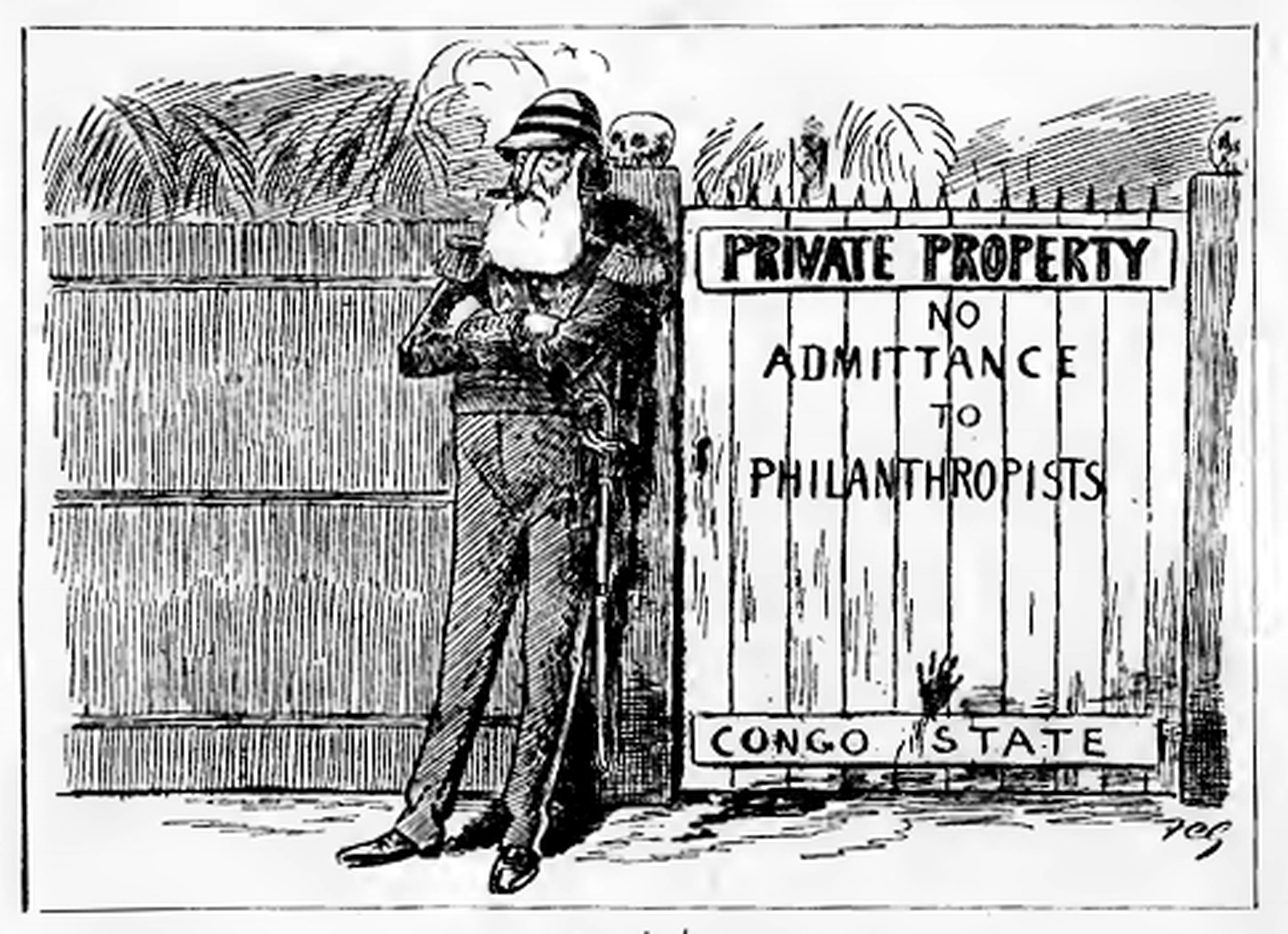
Cartoon van de Britse karikaturist Francis Carruthers Gould met afbeelding van koning Leopold II en de Onafhankelijke Congostaat.

### Onderzoekscommissie
Om de kritiek te pareren richtte Leopold de Commissie-Janssens op, een onderzoeksorgaan dat de wanpraktijken tegenover de inheemse bevolking, zoals aangeklaagd in het rapport-Casement, moest verifiëren. Hoewel de commissie geïnitieerd was door de vorst en niet doordrong in de gebieden van intensieve rubberwinning, leverde ze een rapport af dat veel van de beschuldigingen bevestigde.

## Overname door België

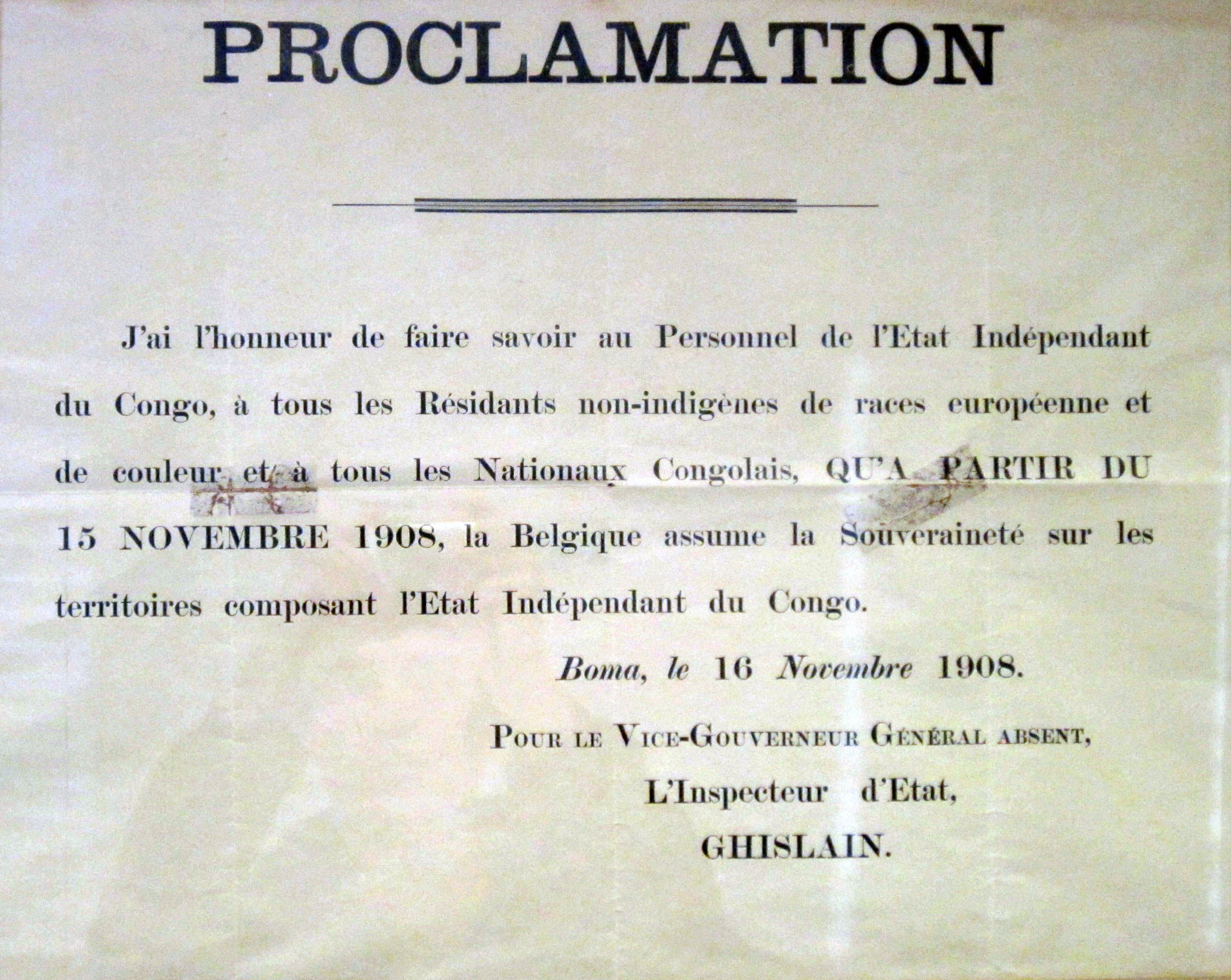
Aankondiging van de overname door België. Boma, 16 november 1908.

De internationale kritiek op de misstanden in de Onafhankelijke Congostaat kregen ook gehoor in België. Uiteindelijk nam België op 15 november 1908 officieel de Onafhankelijke Congostaat over van Leopold II. De soeverein zou een jaar later sterven, op 17 december 1909. Tot 1960 zou het gebied een Belgische kolonie zijn onder de naam Belgisch-Congo.
België zou de vier koloniale ridderorden van de Onafhankelijke Congostaat overnemen. Hoewel ze de jure nog steeds bestaan, zijn de Orde van de Afrikaanse Ster en de Koninklijke Orde van de Leeuw niet meer toegekend sinds de Congolese onafhankelijkheid in 1960. De Kroonorde en de Orde van Leopold II daarentegen worden tot op vandaag nog verleend.
Na overdracht aan de Belgische Staat verbeterde de behandeling van de inheemse bevolking aanzienlijk, ook al zou het nieuwe koloniale regime, net als andere kolonisatoren, een houding aannemen van paternalistische neerbuigendheid ten opzichte van de inlanders. Slavenarbeid echter ging verder onder het Belgische bestuur, nu uitgebreid naar de koper-, goud- en tinmijnen. Het was gebruikelijk om de familie van arbeiders gegijzeld te houden voor het geval ze probeerden te ontsnappen en het gebruik van de zweep om de lokale bevolking te misbruiken ging op dezelfde manier door.

## Sporen van de Onafhankelijke Congostaat in België

### Wereldtentoonstellingen
Tijdens de wereldtentoonstelling van 1885 in Antwerpen werd reeds een Congolees dorp tentoongesteld. De Onafhankelijke Congostaat werd overigens opgericht tijdens de duur van deze wereldtentoonstelling.
Op de wereldtentoonstelling van 1897 in Brussel was de Onafhankelijke Congostaat een van de 27 deelnemende landen. Naast Liberia was de Onafhankelijke Congostaat het enige deelnemend land uit Afrika. Alhoewel de wereldtentoonstelling plaatsvond in het Jubelpark, bevond het Congolees paviljoen zich in Tervuren. Daar ging de Koloniale Tentoonstelling door. Beide sites waren met elkaar verbonden door de nieuw aangelegde Tervurenlaan en een tramlijn. Naast het Congolese paviljoen bouwde men ook een Congodorp. Om dit dorp te bevolken werden er 270 Congolezen verscheept naar België. Zeven van hen overleefden hun verblijf in België niet. De overledenen kwamen in een massagraf terecht. Pas in 1950 werden ze waardig herbegraven. Na de wereldtentoonstelling maakte Leopold van het Congolees paviljoen het Congomuseum.
Op de wereldtentoonstelling van 1913 in Gent werd er geen Congolees dorp opgericht.
Overigens zou ook op Expo 58 een Congolees dorp te bezichtigen zijn, met hutten in leem en stro. Het dorp werd bezet door Congolese évolués. In het Congodorp speelden zich merkwaardige taferelen af. De bezoekers begonnen er de Congolezen namelijk te voederen.

Sporen van de Onafhankelijke Congostaat in België: Wereldtentoonstellingen
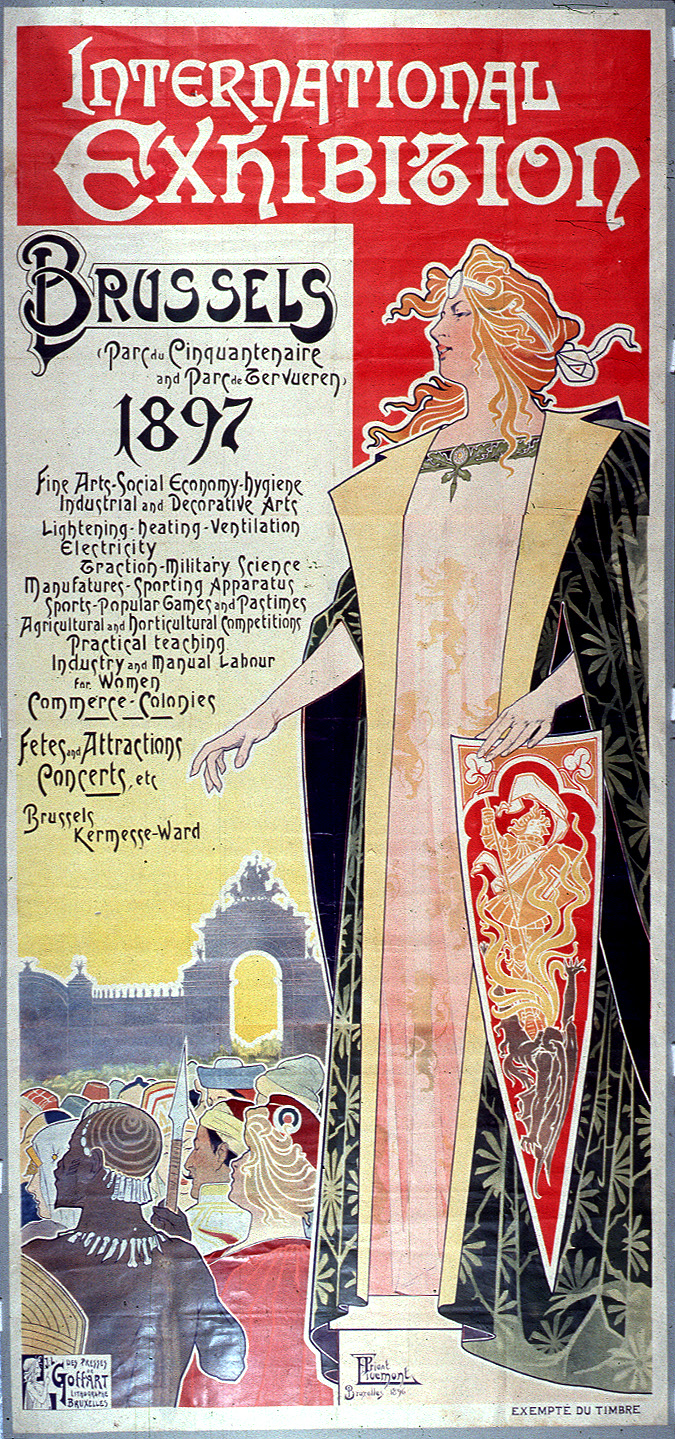
Een affiche met vermelding van het "Parc de Tervueren" en de afbeelding van een Congolees.
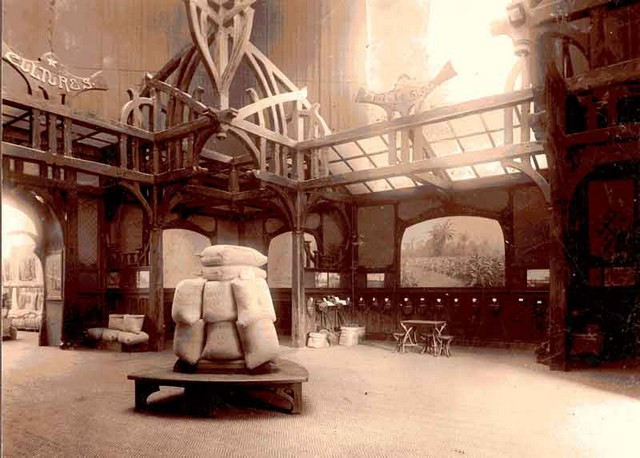
Het koloniaal paviljoen in Tervuren tijdens de wereldtentoonstelling van 1897.

### Gebouwen en monumenten
Leopold II, die ook de koning-bouwheer wordt genoemd, gebruikte zijn opbrengsten uit de exploitatie van de Onafhankelijke Congostaat om België te verfraaien. In Brussel bijvoorbeeld werd het Koninklijk Paleis grondig verbouwd. Deze werkzaamheden waren bovendien nog niet afgelopen toen Leopold stierf in 1909. Terwijl zijn rouwstoet op het Paleizenplein passeerde, stond het paleis zelf nog in de steigers. Zijn opvolger Albert I zou de geplande Congozaal in het paleis schrappen en laten inrichten als een spiegelzaal. Andere Brusselse voorbeelden zijn het Justitiepaleis, het Jubelpark, de triomfboog aldaar en de Koninklijke Serres van Laken, waar een van de grootste serres trouwens de naam Congoserre draagt. In Tervuren pootte Leopold dan weer het Paleis der Koloniën neer, om er het Congomuseum onder te brengen. Vandaag is dit het Koninklijk Museum voor Midden-Afrika. De Koninklijke Gaanderijen in Oostende (1902-1906), Het Centraal Station van Antwerpen (1895-1905) en de Villa Leopolda (1902) zijn andere voorbeelden van bouwwerken gefinancierd met middelen uit de Onafhankelijke Congostaat.

Sporen van de Onafhankelijke Congostaat in België: Gebouwen
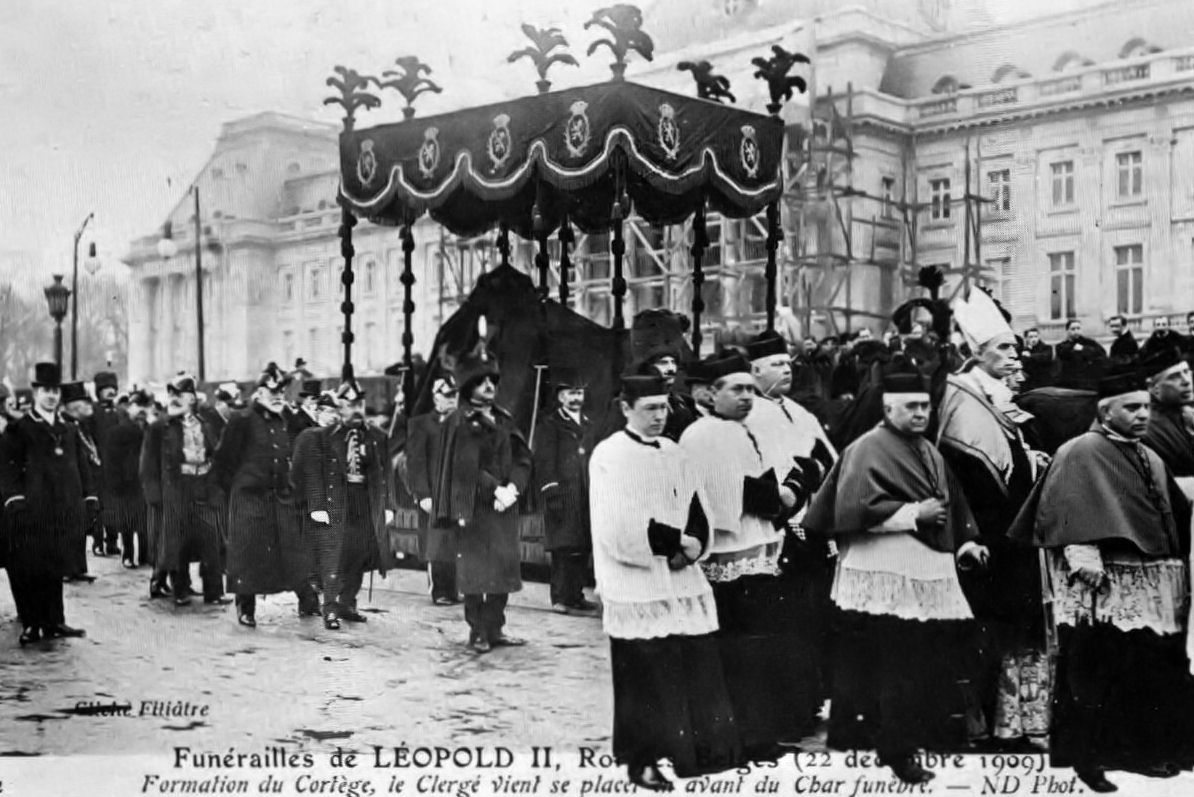
De rouwstoet van Leopold II, met op de achtergrond het Koninklijk Paleis in de steigers.
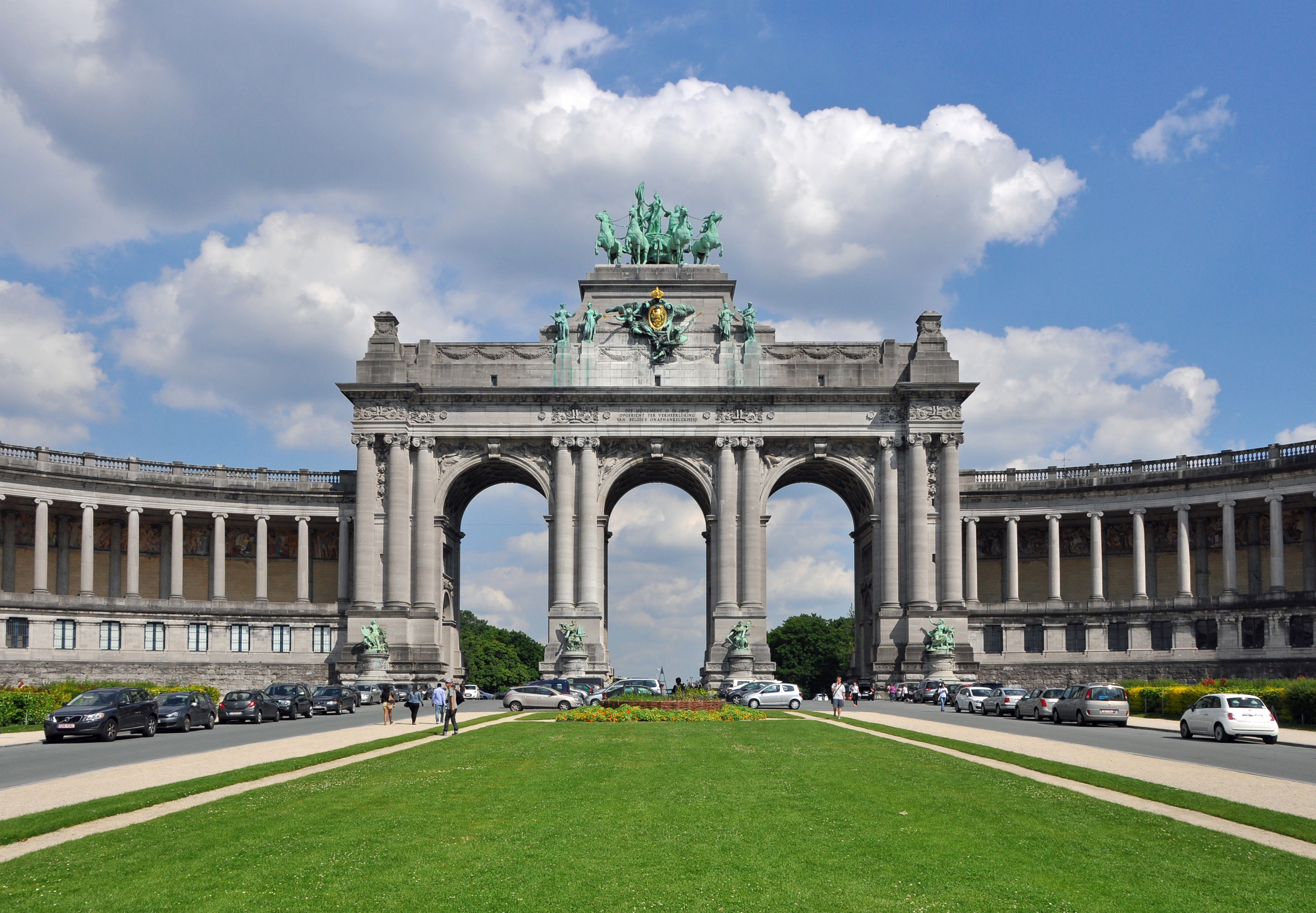
Triomfboog in het Jubelpark in Brussel.
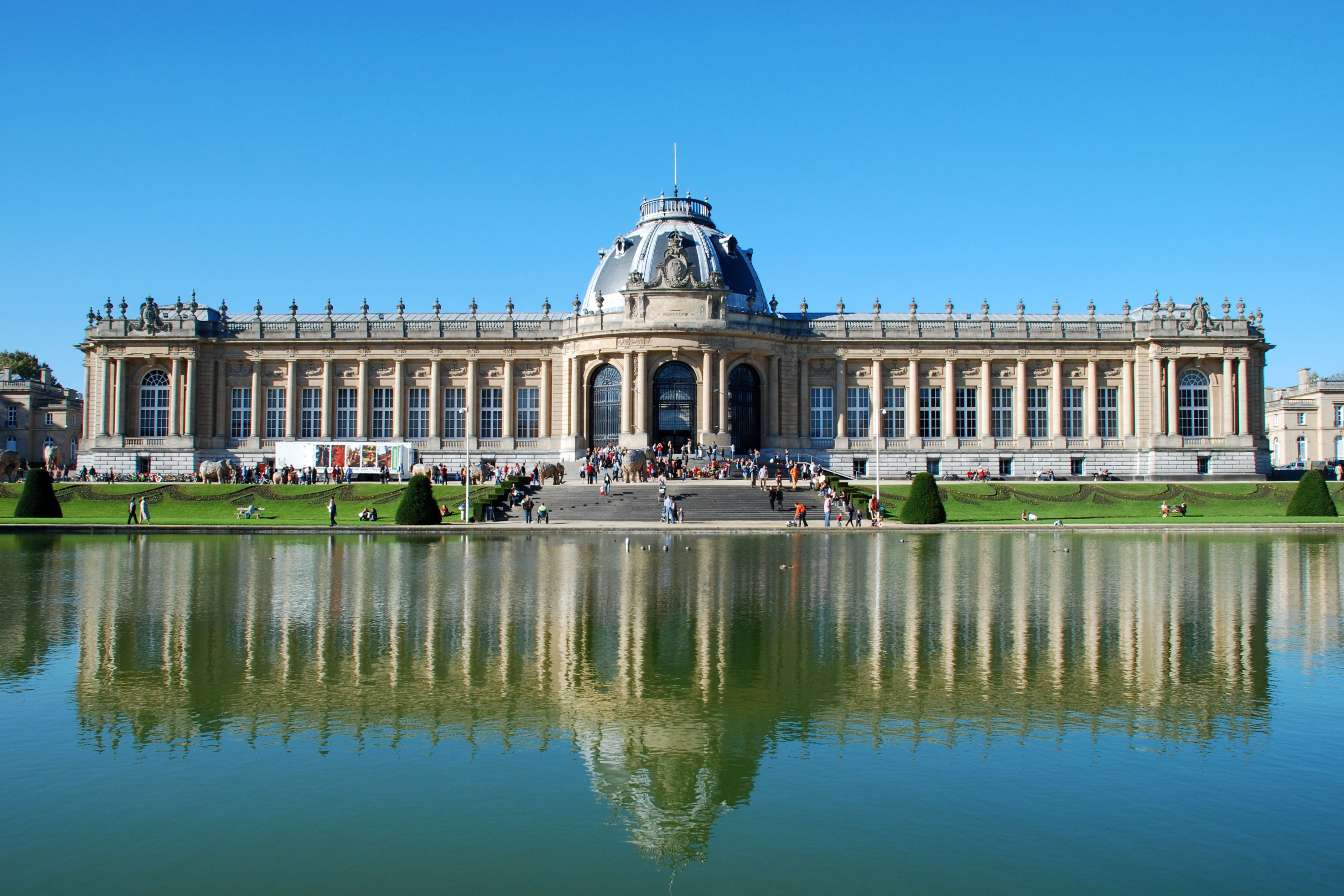
Koninklijk Museum voor Midden-Afrika in Tervuren.
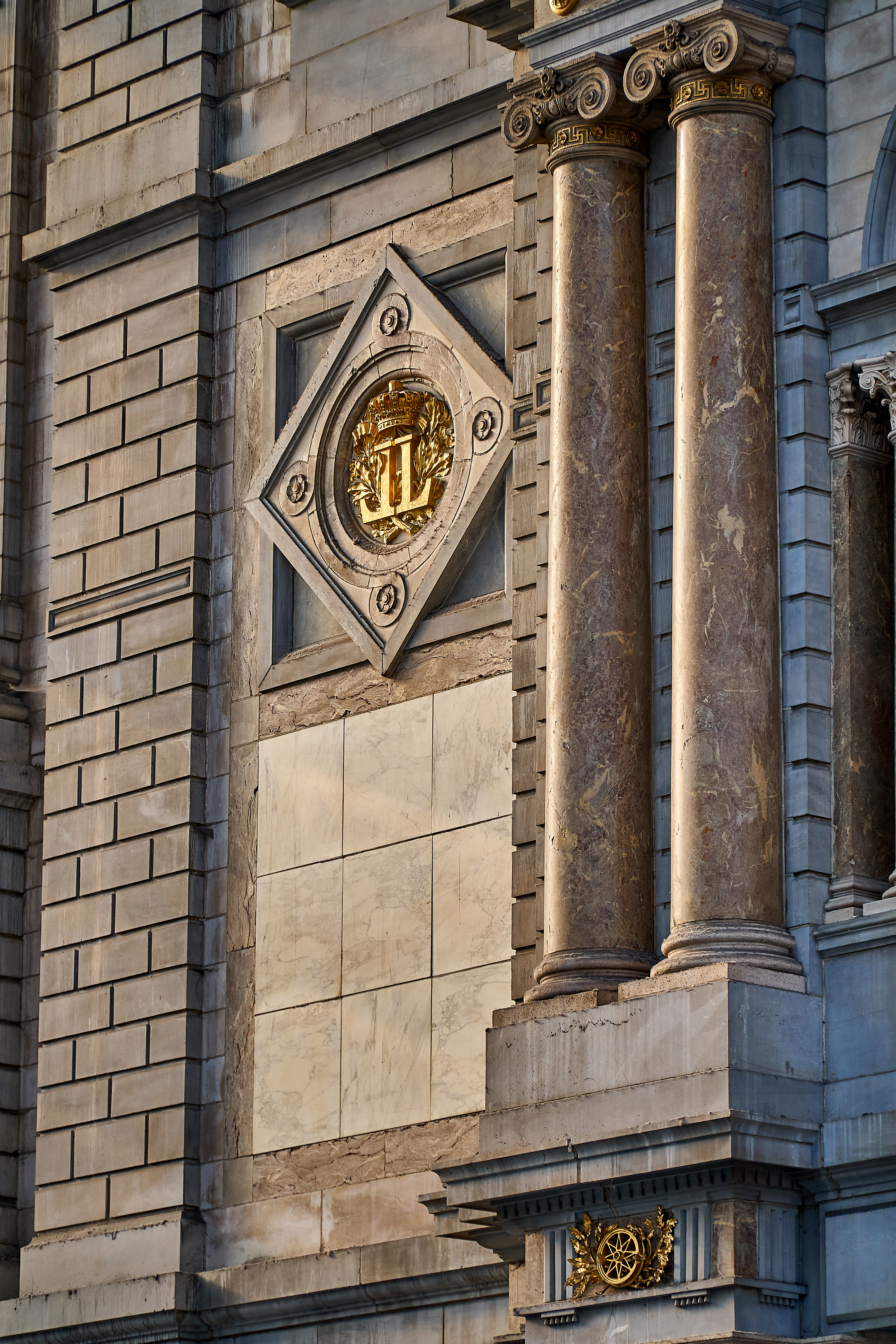
Monogram van Leopold II in het station Antwerpen-Centraal.

Bovendien werden er in heel België monumenten opgericht ter nagedachtenis van Leopold II en de Onafhankelijke Congostaat. Bekende voorbeelden zijn het standbeeld voor Lippens en De Bruyne in Blankenberge (1900), het monument voor de Belgische pioniers in Congo in het Jubelpark in Brussel (1921) en het ruiterstandbeeld van Leopold II op de Oostendse Zeedijk (1931). Bovendien zijn er onder andere in Brussel meerdere gebouwen, monumenten en straatnamen die terugdenken aan het koloniaal verleden. In Aarlen richtte men een standbeeld van Leopold op, met volgend opschrift van koloniale propaganda: "J'ai entrepris l'œuvre de la colonisation dans l'intérêt de la civilisation et pour le bien de la Belgique".
In het Antwerpse district Ekeren werd in 2020 een standbeeld van Leopold II verwijderd nadat het zwaar was gevandaliseerd.

Sporen van de Onafhankelijke Congostaat in België: Monumenten
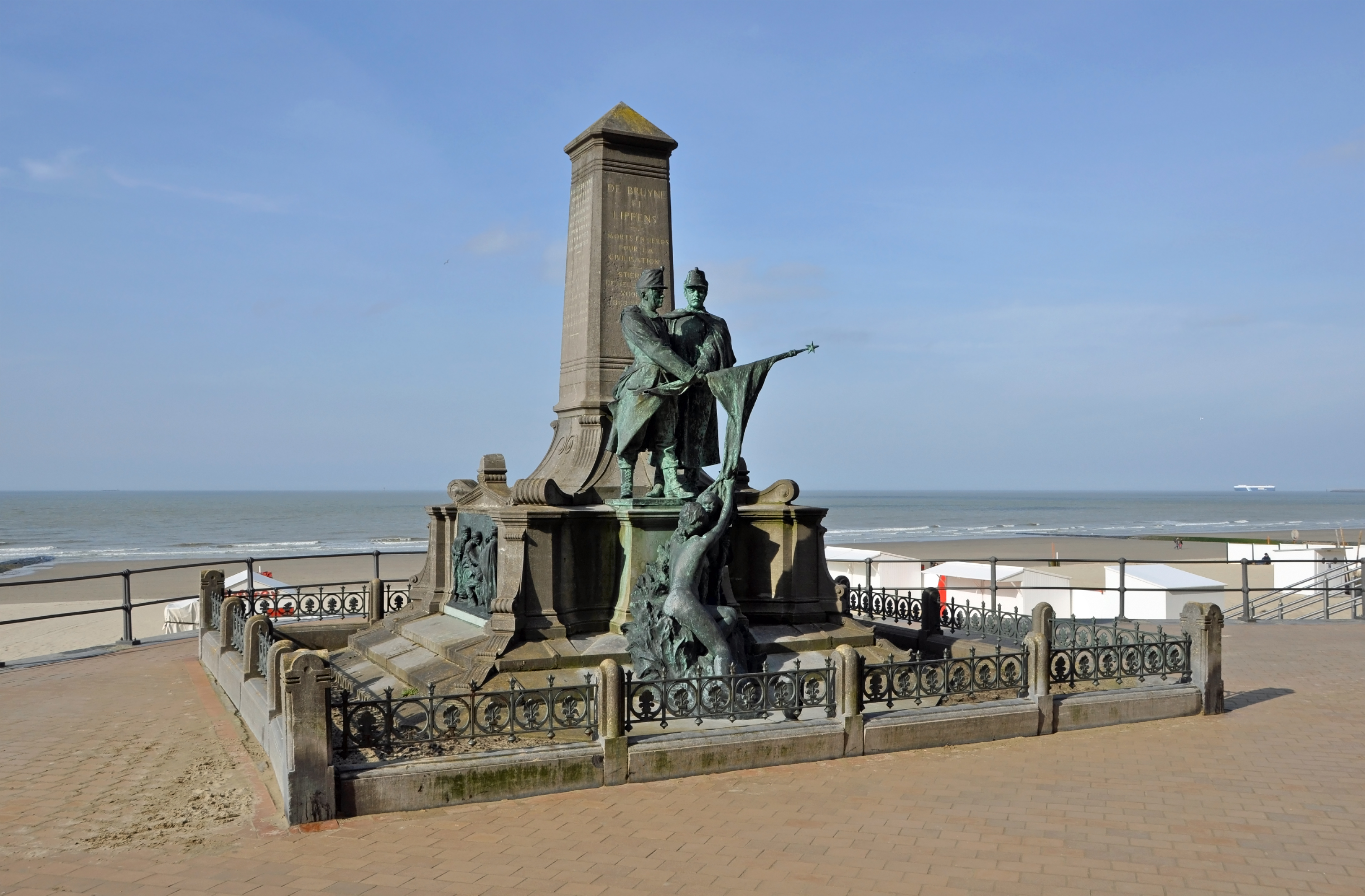
Monument van Lippens en De Bruyne in Blankenberge.
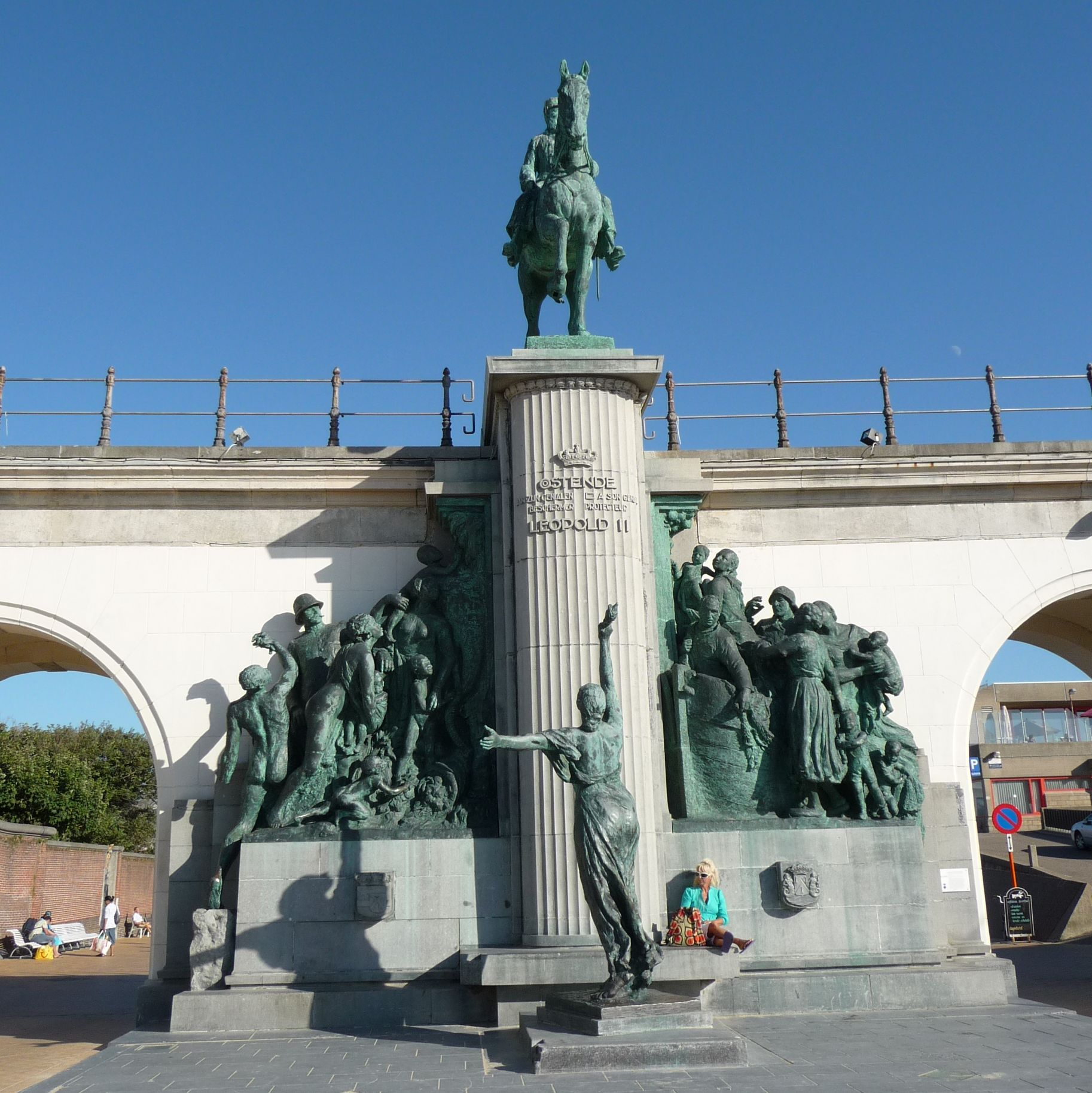
Ruiterstandbeeld van Leopold II in Oostende.
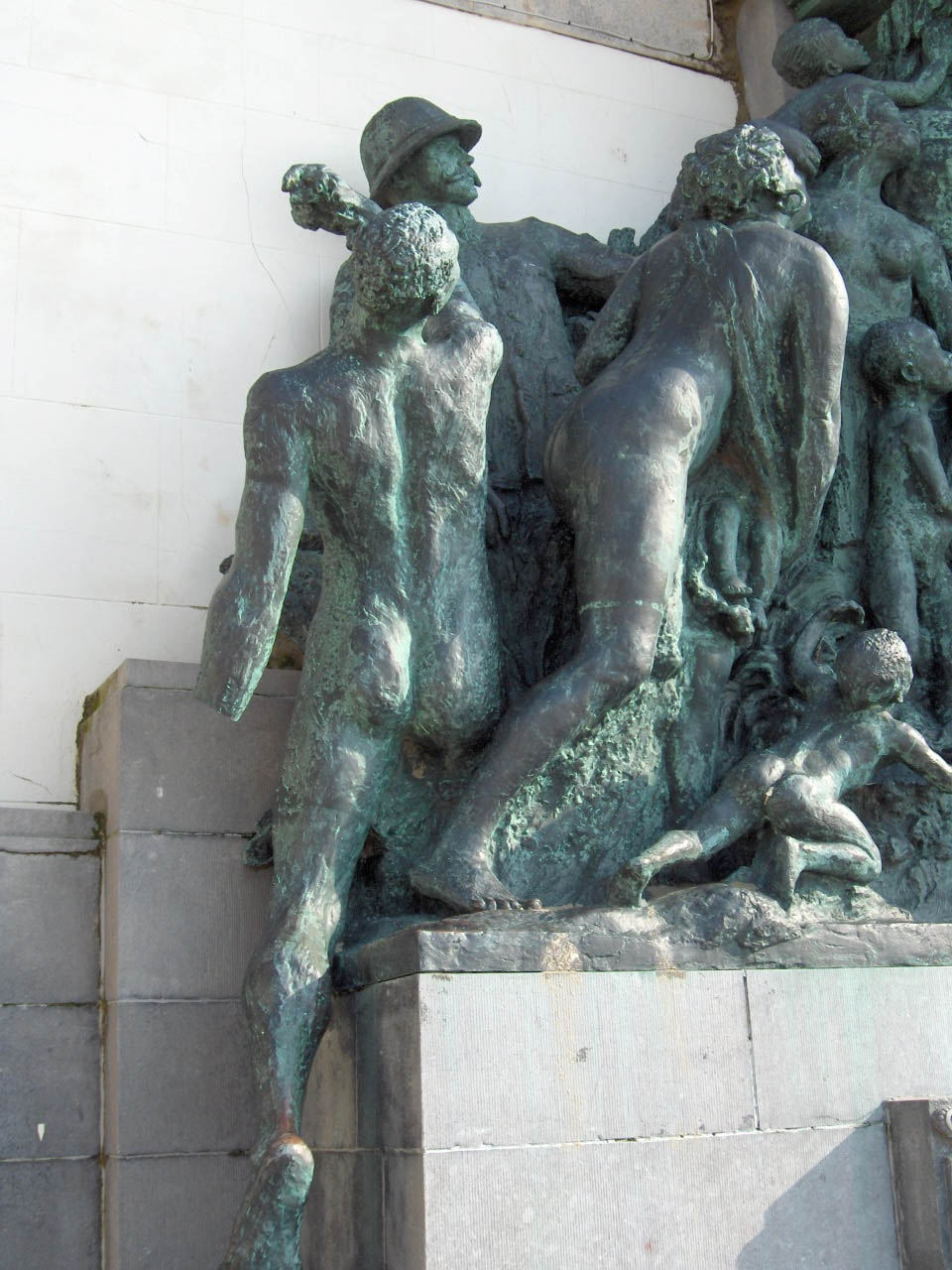
Gevandaliseerd beeld van een Congolees aan het standbeeld van Leopold in Oostende.
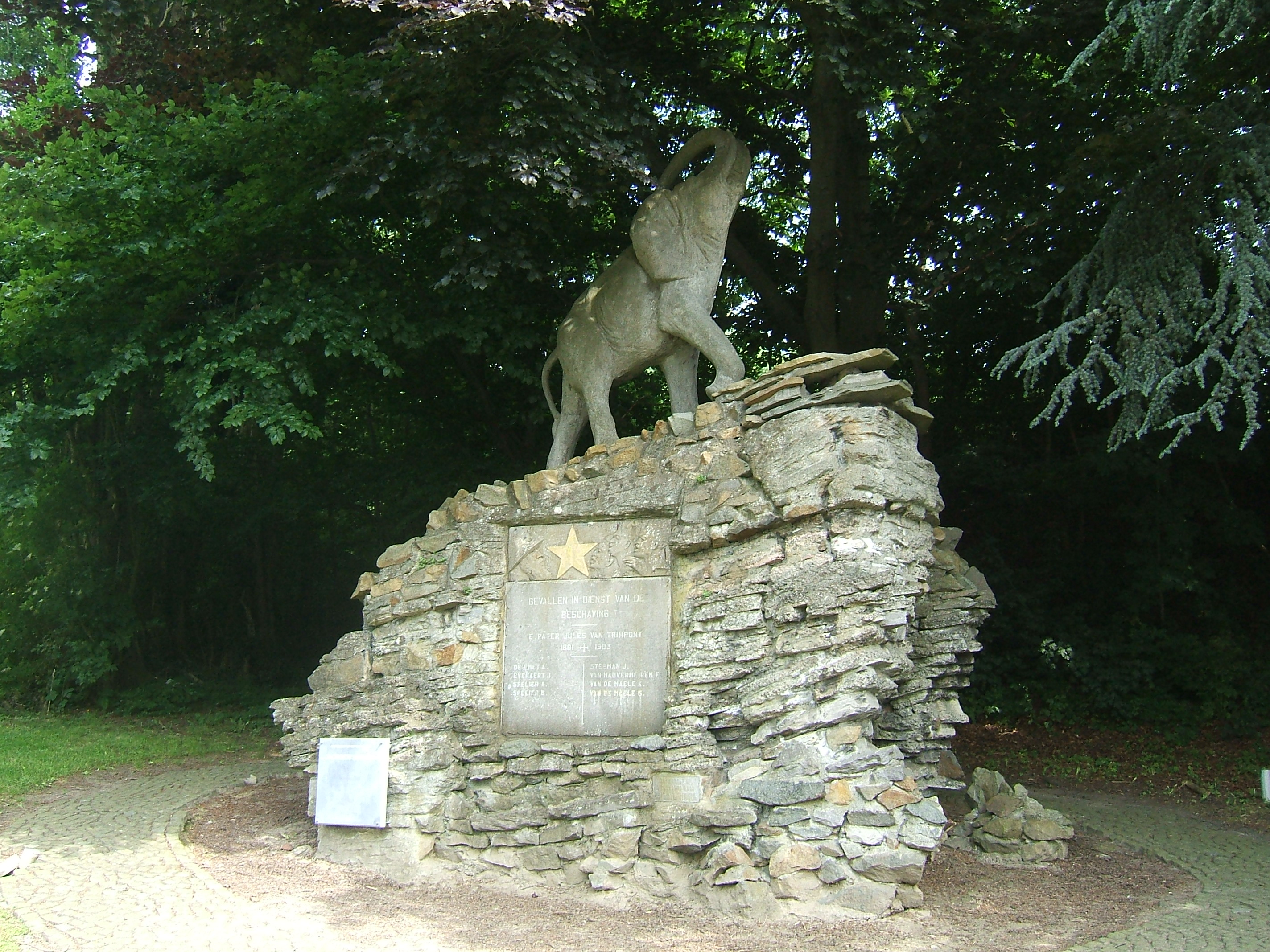
Den Olifant, een koloniaal monument in Geraardsbergen.
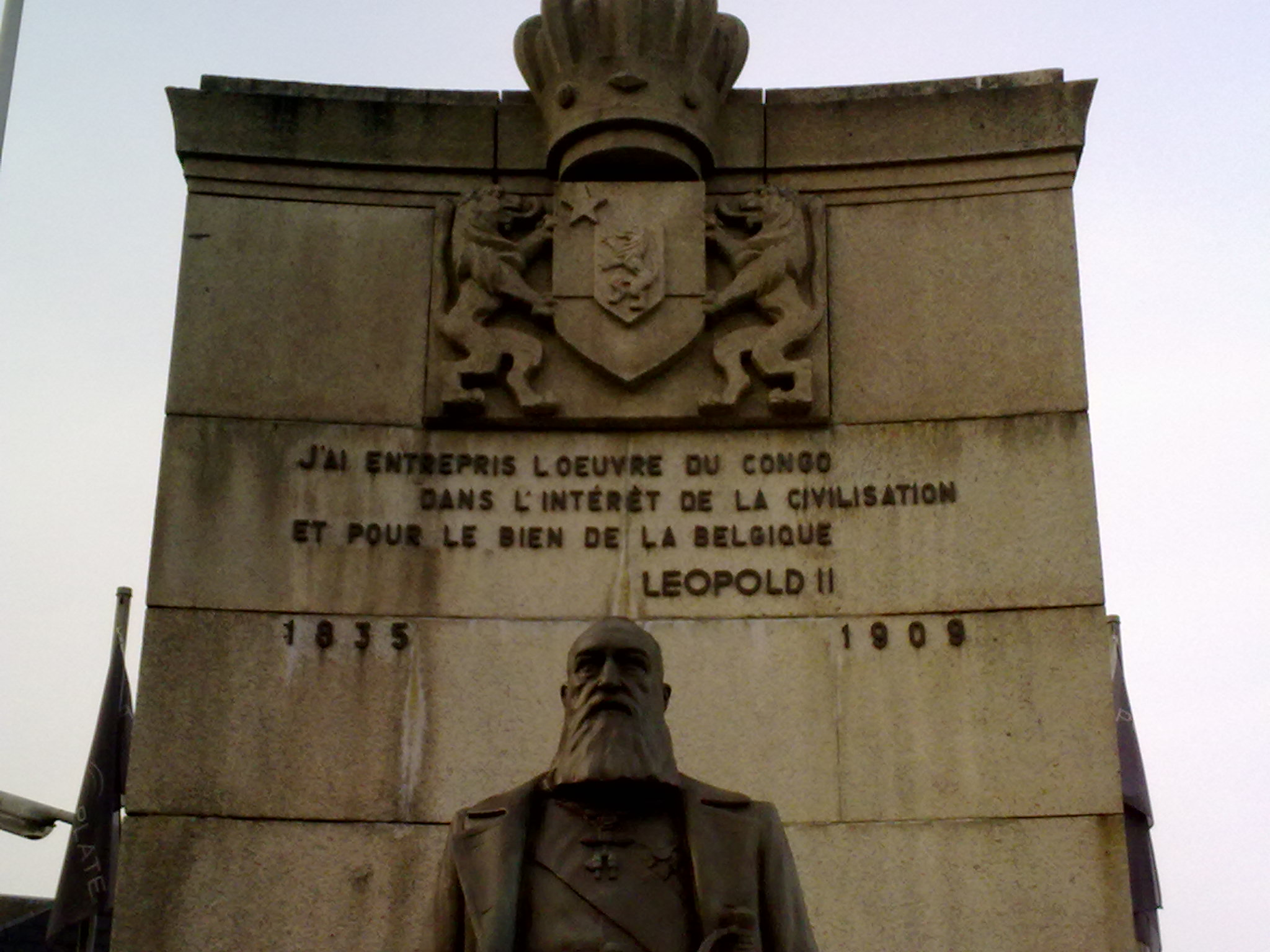
Monument van Leopold II in Aarlen.
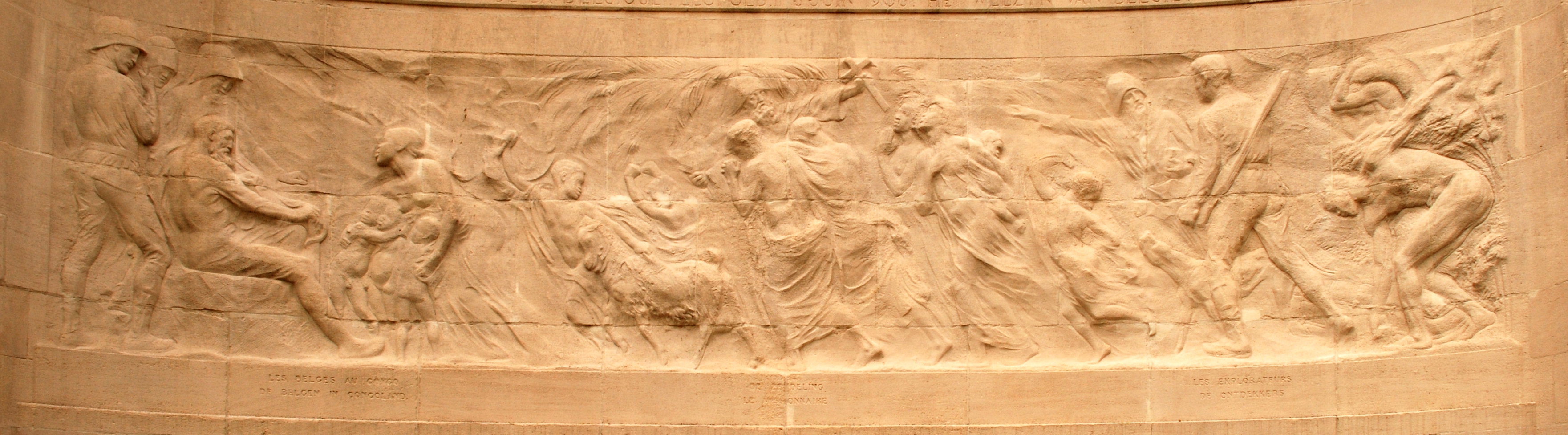
Fries De Belgen in Congo van het monument voor de Belgische pioniers in Congo, Jubelpark, Brussel.
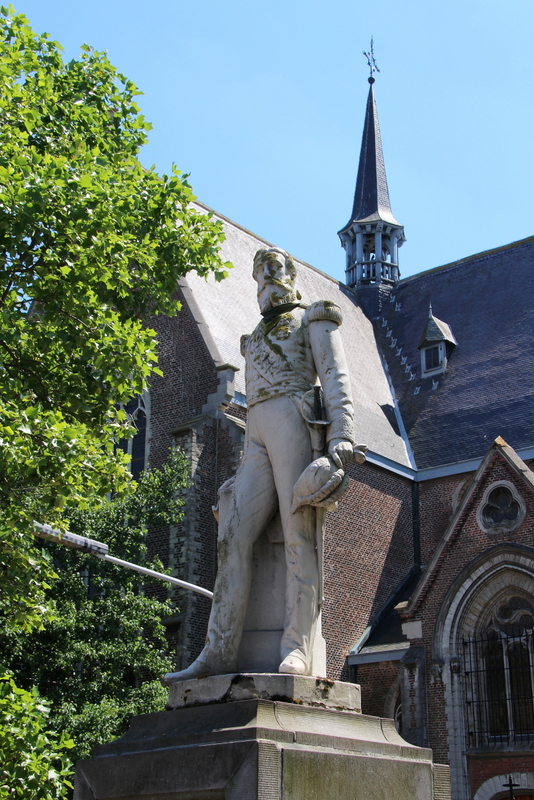
Het in 2020 verwijderde standbeeld van Leopold II in Ekeren.
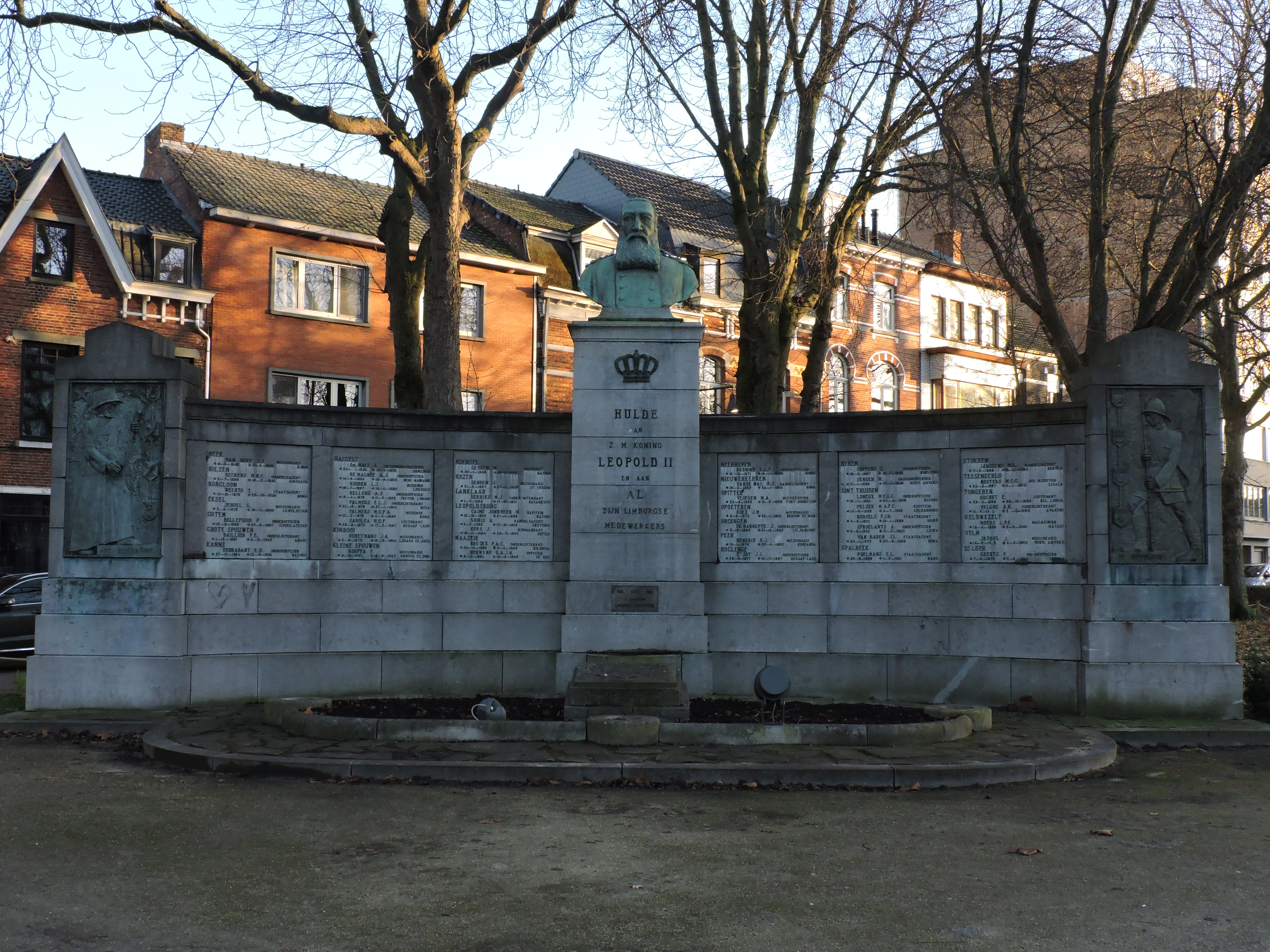
Huldemonument in Hasselt

### Hedendaagse kritiek

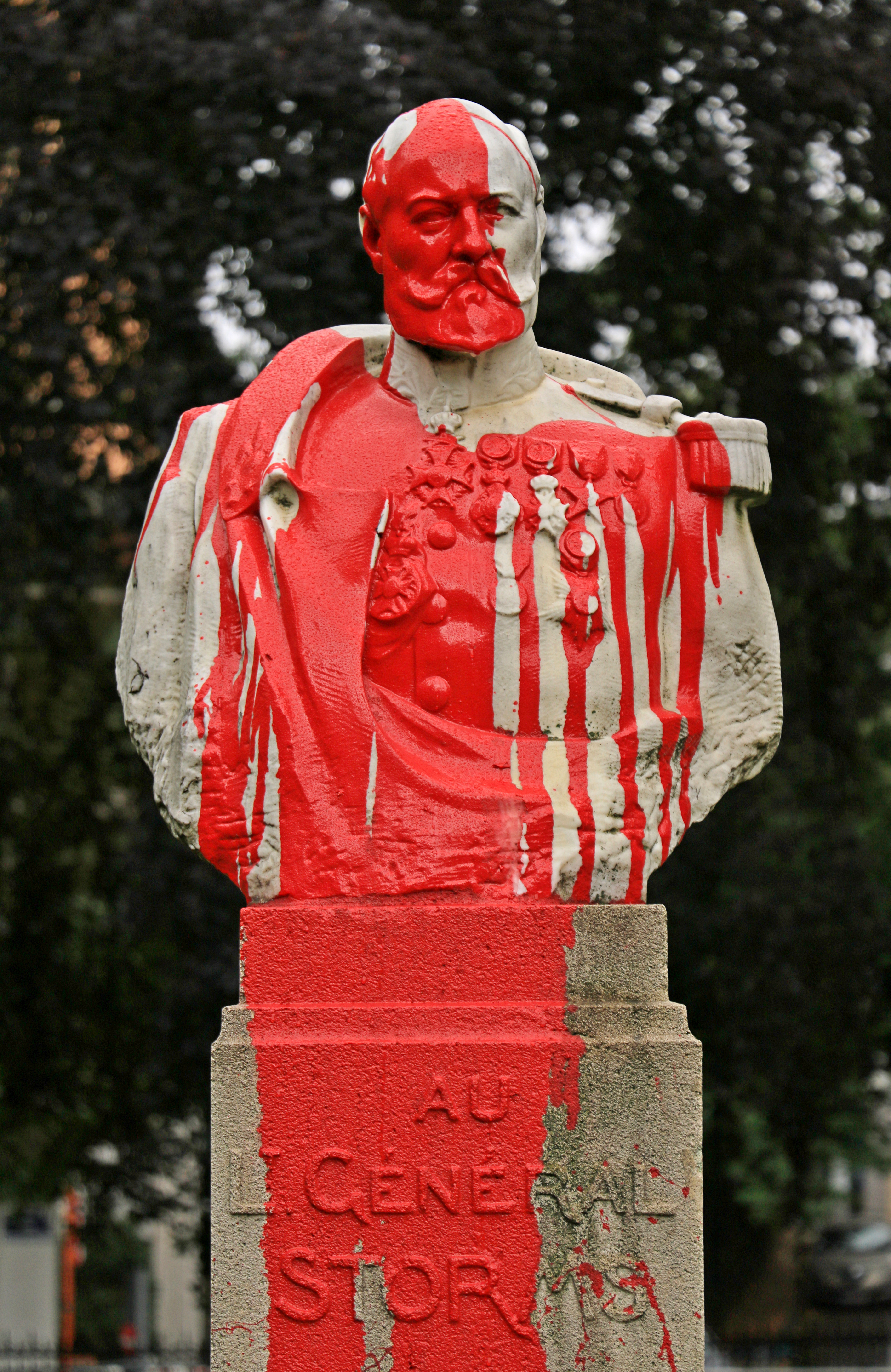
Het monument van generaal Storms in Brussel beklad met rode verf, juni 2020.

Vanwege de misstanden in Congo onder Leopolds bewind worden koloniale monumenten regelmatig gevandaliseerd. Zo werd het standbeeld van Leopold op het Brusselse Troonplein al meermaals met verf beklad. Ook in Ekeren werd reeds meermaals een standbeeld besmeurd. In Geraardsbergen kwam het monument Den Olifant dan weer ter discussie te staan. In Bergen beplakte men in 2017 een standbeeld van Leopold met foto's van verminkte Congolezen. In 2018 werd in Vorst zelfs een buste gestolen, maar deze werd later teruggevonden. Ook het Oostendse ruiterstandbeeld is controversieel. In 2004 zaagden activisten een hand af van een Congolees die Leopold omringt. In 2016 plaatste het stadsbestuur een infopaneel bij het monument.
Nadat in de zomer van 2017 verschillende Amerikaanse steden geconfedereerde standbeelden weghaalden, stelde Marino Keulen, de burgemeester van het Limburgse Lanaken, voor om de Cyriel Verschaevestraat in zijn gemeente te hernoemen. Verschraeve collaboreerde immers met nazi-Duitsland in de Tweede Wereldoorlog. In het verlengde van deze discussie werd ook het behoud van standbeelden van Leopold II in vraag gesteld, net vanwege de misstanden in Congo. In Hasselt beraadde men zich over de toekomst van een Leopold II-monument op het Kolonel Dusartplein.
De gemeenteraad van Dendermonde besloot in maart 2019 om de Leopold II-laan in de stad te hernoemen tot Leopoldlaan.
Oud-minister van Buitenlandse Zaken en oud-Europees Commissaris Louis Michel nam in 2010 dan weer de verdediging van Leopold II op zich. Hij noemde Leopold "een held met ambitie voor een klein landje als België".

## Gouverneurs-generaal
Volgende personen waren gouverneur-generaal van de Onafhankelijke Congostaat:
- van 1879 tot 1 april 1884: Henry Morton Stanley, als chef de l'expédition du Comité d'Etudes du Haut-Congo;
- van 1 april 1884 tot 15 augustus 1885: Sir Francis de Winton als algemene vice-administrateur;
- van 15 augustus 1885 tot 1890: Camille Janssen, als algemene vice-administrateur, vanaf 30 juli 1886 als algemene administrateur en vanaf april 1887 tot 1890 als de eerste algemene gouverneur van de Onafhankelijke Congostaat;
- van 1890 tot 1 juli 1892: Louis Valcke,[74] Herman Ledeganck, Henry Gondry, Camille Coquilhat en Théophile Wahis telkens ad interim;
- van 1 juli 1892 tot 15 november 1908: Théophile Wahis. Gedurende deze periode fungeerden Félix Fuchs en Emile Wangermée soms ad interim. Wahis werd later de eerste algemene gouverneur van Belgisch-Congo.

Gouverneurs-generaal
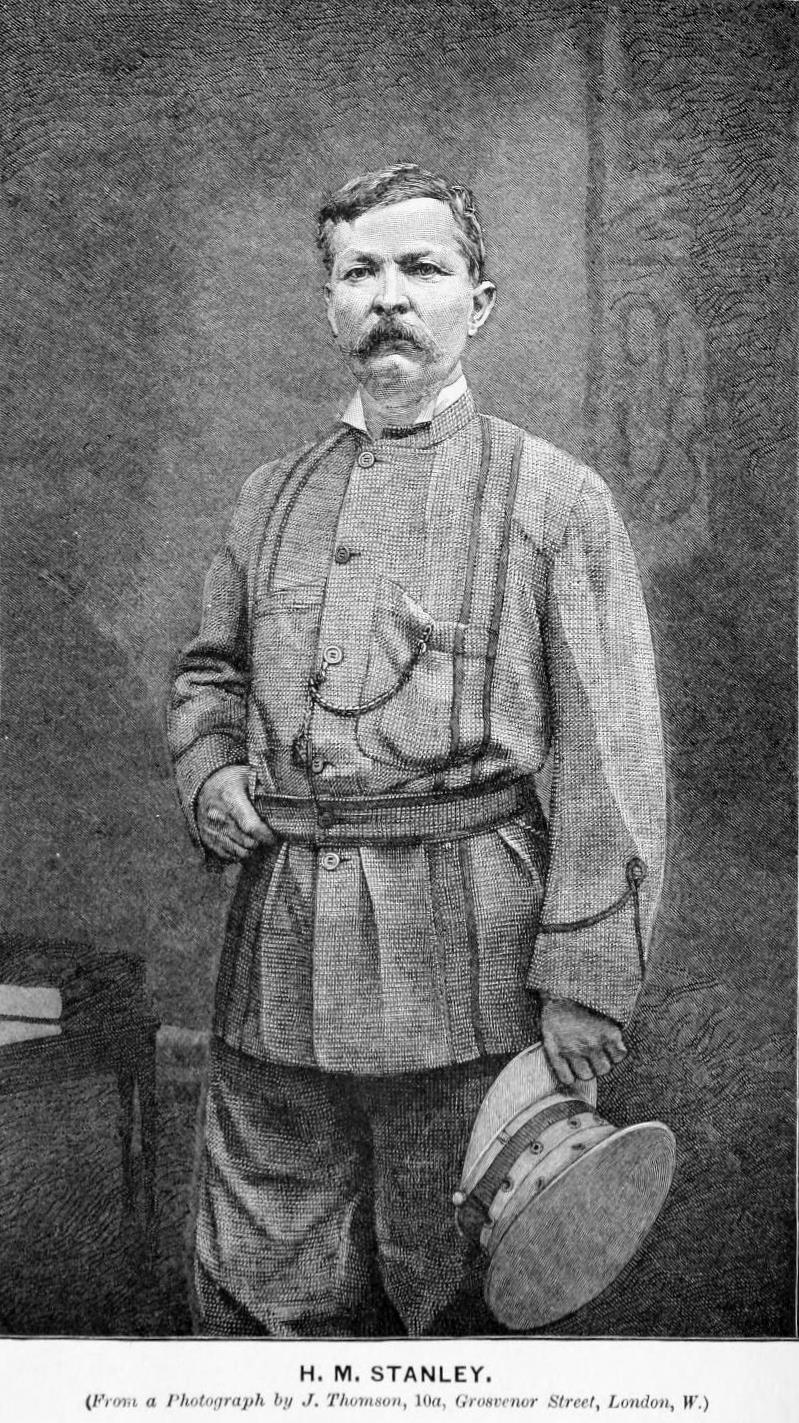
Henry Morton Stanley.
Francis de Winton.
Camille Janssen.
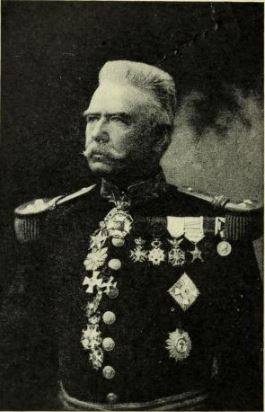
Théophile Wahis.
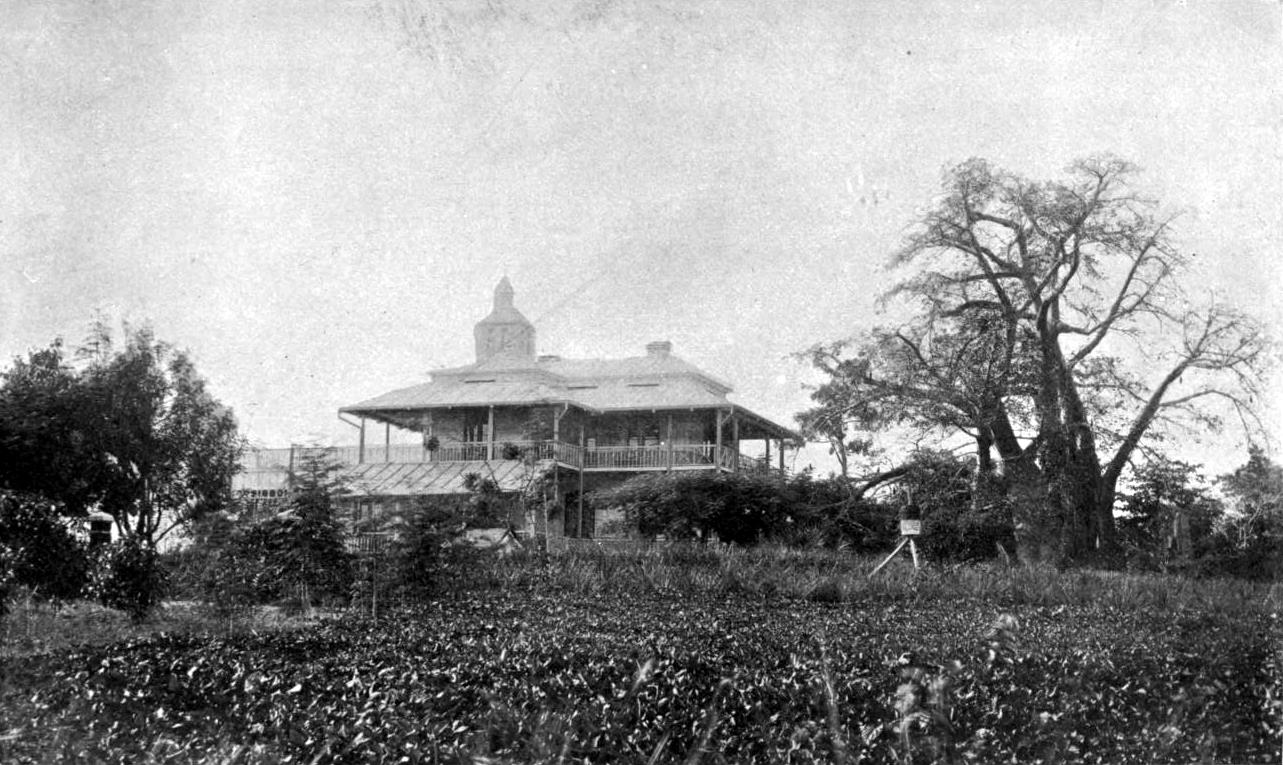
Residentie van de gouverneur-generaal in Boma.

### Non-fictie
- Delathuy, A. (pseudoniem van Jules Marchal), De Kongostaat van Leopold II, 1876-1900: het verloren paradijs, Antwerpen, Standaard, 1989, 638 p., ISBN 9002161085 (en 11 andere titels).
- Hochschild, A., De geest van koning Leopold II en de plundering van de Congo, Amsterdam, Meulenhoff, 1998, 359 p., ISBN 9029050810; oorspronkelijk King Leopold's Ghost: A Story of Greed, Terror and Heroism in the Congo. ISBN 9780330492331. Pan MacMillan, 2002.
- Vangroenweghe, D., Rood rubber: Leopold II en zijn Kongo, Leuven, Van Halewyck, 2010, 320 p., ISBN 9789056179731 (en 7 andere titels).
- Van Reybrouck, D., Congo. Een geschiedenis, Amsterdam, De Bezige Bij, 2010, ISBN 9789023458661.
- Etambala, Z.M., Veroverd. Bezet. Gekoloniseerd. Congo 1876-1914, 2020, ISBN 9789056155148.
- Archief Onafhankelijke Congostaat, Koninklijk Museum voor Midden-Afrika.

### Fictie
- Conrad, J., Hart der duisternis, Amsterdam, L.J. Veen Klassiek, 1994, 160 p., ISBN 9789020414615.
- van Booven, H., Tropenwee, Amsterdam, Van Holkema & Warendorf, 1904, 231 p.

Belgische kolonie in Santo Tomás (1843-1854) · Belgische kolonie aan de Rio Nuñez (1848-1858) · Belgische concessie in Tianjin (1902-1931)
Belgisch-Congo (1908-1960) · Ruanda-Urundi (1924-1962)

Persoonlijke heerschappij van Leopold: Onafhankelijke Congostaat (1885-1908)